# Otto Baum (Bildhauer)

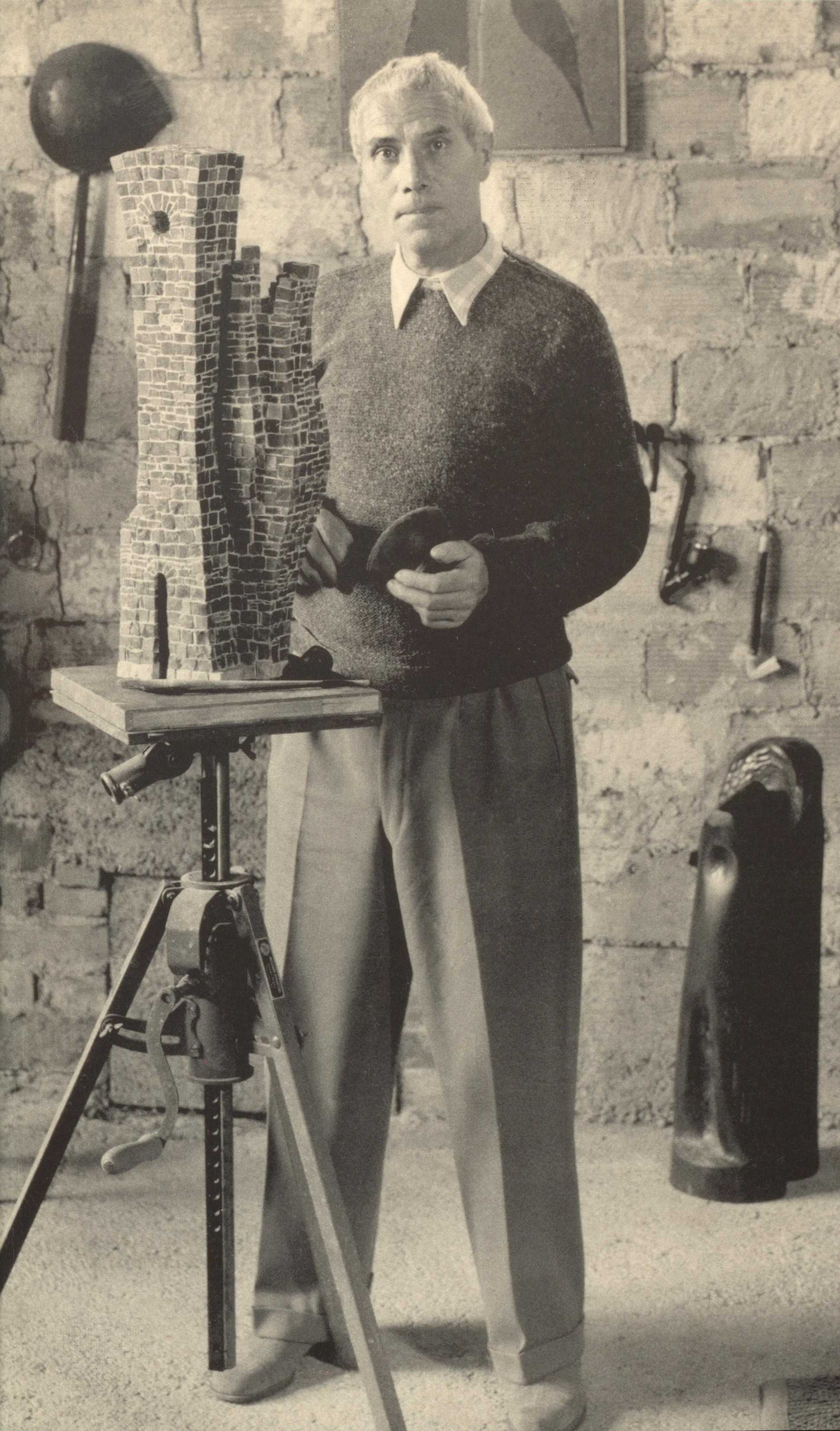
Otto Baum im Atelier, 1952

Otto Baum (* 22. Januar 1900 in Leonberg; † 22. Januar 1977 in Esslingen am Neckar) war ein deutscher Bildhauer und Hochschullehrer.

## Leben

### Herkunft und Familie
Otto Baum wird am 22. Januar 1900 in Leonberg im Gasthaus Schwarzer Adler als eines von sieben Kindern geboren. Seine Eltern sind der aus dem Schwäbischen Wald stammende Landwirt Christian Johannes Baum, der sich sein Brot als Fuhrmann verdient, und die Wäscherin Rosa Baum geb. Schönleber. 1907 trennen sich die Eltern, und die Mutter zieht mit den Kindern nach Stuttgart-Vaihingen. Baum besucht von 1907 bis 1914 die Österfeldschule, eine 1902 gegründete Volksschule. Zum Lebensunterhalt der Familie trägt er durch Brötchenaustragen und andere Hilfsarbeiten bei.
1922 heiratet er Herta Baum geb. Raeke (1897–1985), die 1925 die Tochter Ingrid (verheiratete Baum-Ackermann) zur Welt bringt.

### Jugend
Von 1914 bis 1917 absolviert er eine Lehre als Motorenschlosser für Auto- und Flugzeugbau in Stuttgart-Vaihingen, Böblingen und Sindelfingen. Danach nimmt er eine Arbeit unter Tage an, nach einer anderen Quelle eine Stelle in der Sindelfinger Flugzeugfabrik der Daimler-Motoren-Gesellschaft. Von Juni bis Dezember leistet er Kriegsdienst in der U-Boot-Abteilung der II. Matrosendivision in Wilhelmshaven. Nach dem Krieg tritt er dem Freikorps Stever bei, dem er von Januar bis Juli 1919 angehört. Da er auf Grund einer Kriegsverwundung am rechten Oberarm den Beruf eines Motorenschlossers nicht mehr ausüben kann, arbeitet er von 1919 bis 1922 als Holzbildhauer und Intarsiator und von 1922 bis 1924 als Farbenmischer in einer Stuttgarter Farbenfabrik. In der Zeit von 1919 bis 1924 eignet sich Baum autodidaktisch die Grundlagen der Bildhauerei an.

### Akademieschüler und freier Bildhauer (1924–1934)
In den Jahren 1924 bis 1927 studiert Baum an der Kunstakademie Stuttgart Malerei bei den Professoren Robert Poetzelberger, Hans Spiegel und Arnold Waldschmidt, der „schon früh seine besondere bildhauerische Begabung“ erkennt. Er belegt Kurse in Anatomie und Aktzeichnen und übt sich weiterhin autodidaktisch in der Bildhauerei.
In dieser Zeit macht Otto Baum drei wichtige Bekanntschaften:
- Er lernt den Lyriker Johann Emil Weber (Jo Weber) aus Berwang in Tirol (1892–?) kennen, mit dem er sich befreundet.[11]
- Der Stuttgarter Neurologe Dr. Manfred Breuninger (1889–1959) fördert den jungen Künstler mit einem Stipendium.[12]
- Von dem Pfullinger Fabrikanten Albert Gayler (1896–1980)[13] erhält er seine ersten Aufträge. Zwischen Mäzen und Künstler entsteht eine lebenslange Freundschaft. Die Ankäufe Anton Gaylers werden in der Sammlung Gayler in Pfullingen aufbewahrt.[14]

Nach dem Abschluss seiner Akademieausbildung betätigt sich Baum als freier Bildhauer in Stuttgart. 1929 unternimmt er eine Reise nach Paris und setzt sich „mit der dortigen Avantgarde auseinander, was für seinen künstlerischen Werdegang wegweisend wurde“. Dort lernt er wohl Werke von Constantin Brancusi und Hans Arp kennen und lieben. Vor 1932 unternimmt er weitere kleine Studienreisen nach Italien, Frankreich und Holland. 1929 findet Baums erste Einzelausstellung im Ulmer Schwörhaus statt.
Von 1930 bis 1934 studiert er erneut an der Kunstakademie, diesmal in der Bildhauerklasse von Ludwig Habich. Dieser zweite Studienabschnitt „diente allenfalls der Verfeinerung seiner technischen Grundlagen, bot Baum aber in erster Linie Material und (Atelier-)Raum“. Er trifft auf den kaufmännischen Direktor der Robert Bosch GmbH Hugo Borst (1881–1967), einen bedeutenden Kunstsammler, der ihn zwischen 1930 und 1934 durch Ankauf von mindestens drei Werken unterstützt. 1932 besucht er die weltweit erste Museumsretrospektive von Pablo Picasso im Kunsthaus Zürich und unternimmt eine Reise nach Wien.

### Zeit des Nationalsozialismus und Zweiter Weltkrieg (1934–1945)

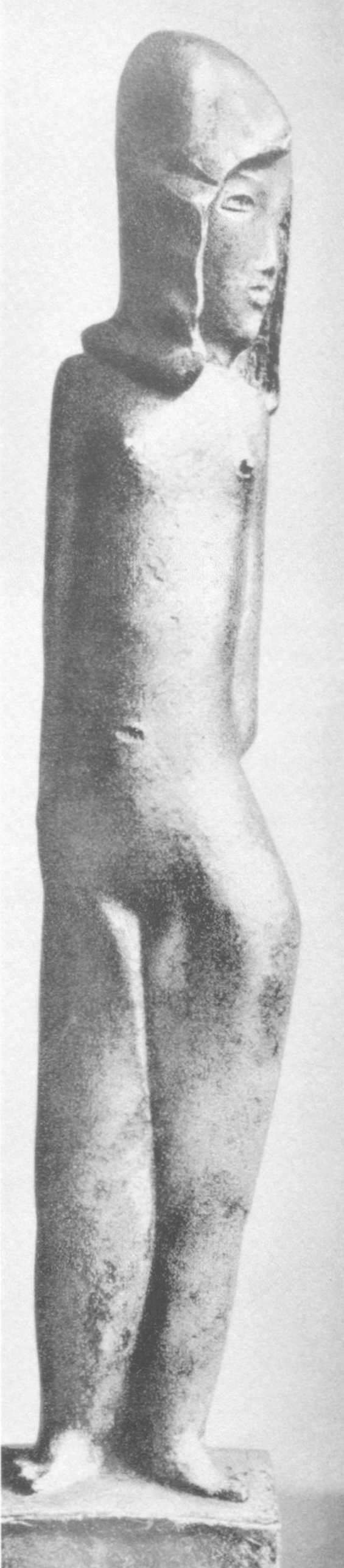
Stehendes Mädchen, 1930, WV 49 B.

Die Nationalsozialisten trieben Baum, der nicht der Reichskulturkammer angehörte, mehr und mehr in die innere Emigration. 1935–1937 fließen Baum noch einige Aufträge für größere Bauplastiken zu, die ihm meist von dem Architekten Paul Bonatz vermittelt werden. Sogar 1940, als er längst zu den von den Nationalsozialisten verfemten Künstlern gehört, schafft er noch ein Relief für den Stuttgarter Automobilzulieferer Mahle.
1936 belegen die Nationalsozialisten Baum mit Ausstellungsverbot. Das heute verschollene Stehende Mädchen (WV 49) wird von den Nationalsozialisten aus der Nationalgalerie entfernt und beschlagnahmt, ebenso das Frauenporträt (WV2 1) in der Staatsgalerie in Stuttgart. Auf der Münchener Ausstellung „Entartete Kunst“ wird das Stehende Mädchen 1937 präsentiert. Aus Angst vor den Nationalsozialisten arbeitet Baum von 1937 bis 1943 heimlich in dem Gartenhäuschen des befreundeten Gartenarchitekten Adolf Haag (1903–1966) in Stuttgart-Degerloch. 1939 zerstört Baum zahlreiche Gipsmodelle. 1940 leistet er Kriegsdienst in der 58. Landesschützenkompanie in Polen, wird aber aus Gesundheitsgründen nach drei Monaten wieder entlassen. Von 1940 bis 1942 absolviert Gudrun Krüger bei Baum ein Privatstudium. 1942 wird Baum mit Arbeitsverbot belegt und vergräbt daraufhin einige größere Plastiken im Garten in Degerloch. Schließlich wird er von Mai 1943 bis Kriegsende zwangsverpflichtet und fertigt in einem Stuttgarter Malerbetrieb Entwürfe für Tarnzwecke.

### Lehrer an der Kunstakademie (1946–1965)
1946 beruft der baden-württembergische Kultusminister Theodor Heuss an die neukonstituierte Stuttgarter Kunstakademie u. a. Otto Baum und Willi Baumeister. Baum „vertrat in seinem Willen zur Form das Wesen der neuen Plastik und galt unter den jungen Akademiestudenten als der fortschrittlichste, jedoch auch als äußerst kritischer und unnachsichtiger Lehrer. Mit Willi Baumeister war Otto Baum der Protagonist für moderne Kunst an der Stuttgarter Akademie.“
Heuss äußerte zur Zusammensetzung des Kollegiums, er habe „polare sachliche Spannungen hier zusammengebracht, das sogenannte Abstrakte neben das Realistische gestellt, dem Expressiven neben dem Naturalistischen einen Lebensraum angewiesen.“ Baum wurde Leiter einer Bildhauerklasse mit der Dienstbezeichnung Professor, die offizielle Ernennung zum Professor erfolgte 1956.
Die folgende Liste der Schüler enthält eine Auswahl der Künstler (jeweils in alphabetischer Anordnung), die am Unterricht Baums teilgenommen haben und teilweise selbst bekannte Bildhauer wurden.
- 1940er Jahre (Nachkriegszeit): Hans Dieter Bohnet, Bruno Knittel, Fritz Melis, Eva Zippel, Otto Herbert Hajek.
- 1950er Jahre: Herbert Baumann (übernahm nach Baums Emeritierung 1965 dessen Bildhauerklasse), Emil Cimiotti, Elmar Daucher, Hanspeter Fitz, Wolfgang Klein, Christa Roesner-Drenhaus, Ursula Sax, K. H. Türk.
- 1960er Jahre: Hans Berweiler, Eckhart Dietz, Christoph Freimann, Peter Knapp, Eberhard Linke, Reinhold Georg Müller, Fritz Schwegler, Brigitte Wilhelm.

1947 bezieht Otto Baum sein neuerbautes Atelier- und Wohnhaus in der Rüderner Straße 1 an der Neckarhalde in Esslingen, das er bis zu seinem Tod zusammen mit seiner Frau bewohnt. Nach Vorentwürfen des Architekten Bodo Rasch (1903–1995) hatte er das Haus „nach eigenen raumplastischen Vorstellungen und Kriterien weitgehend selbst“ gestaltet. Heute befindet sich das als Kulturdenkmal eingestufte Haus in Privatbesitz.

### Privatmann (1965–1977)

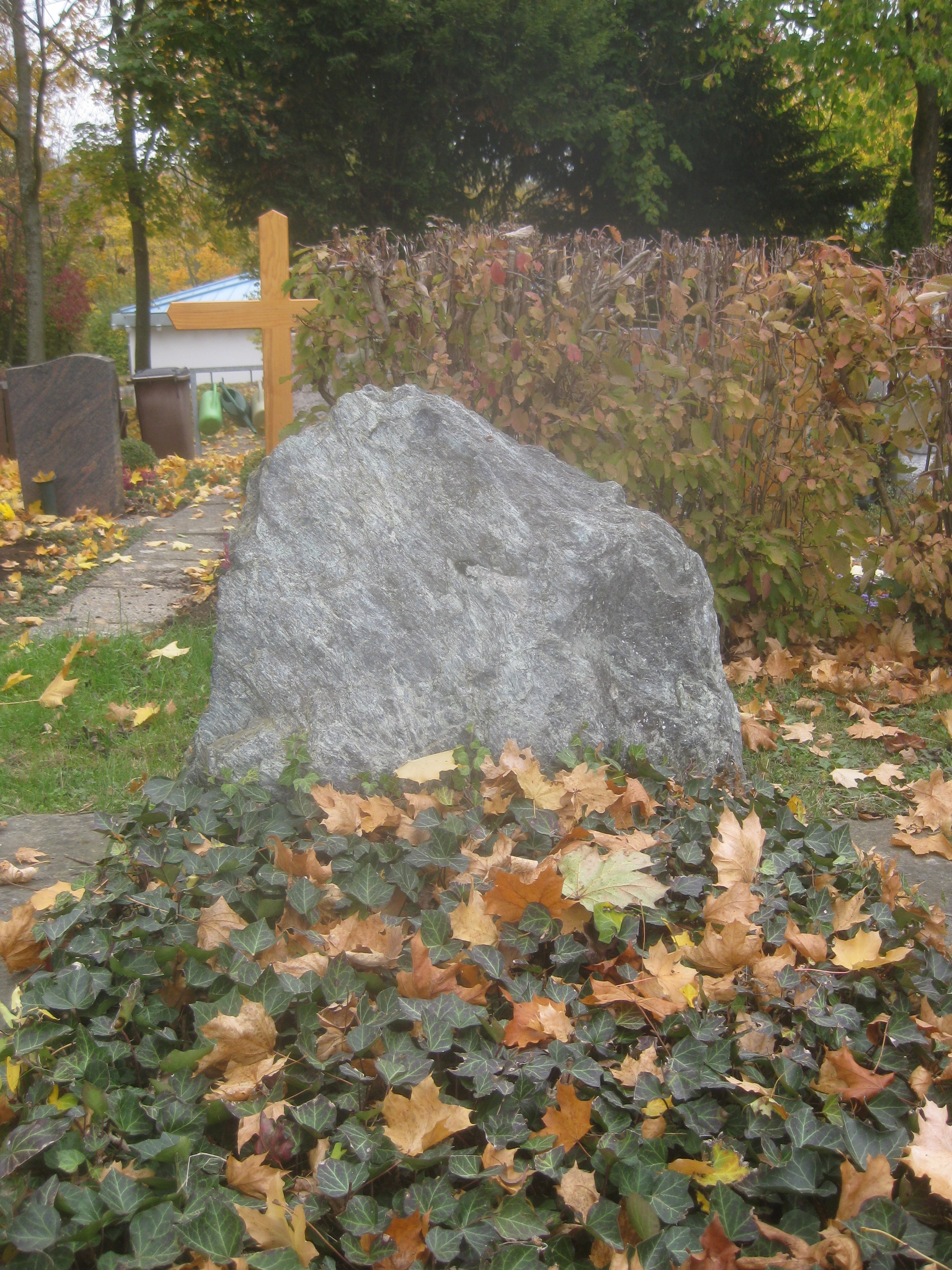
Grab von Otto und Herta Baum, Esslingen am Neckar, Friedhof Sulzgries, Feld 17, Reihe 1, Grabstätte 1.

Nach seiner Emeritierung 1965 entzog sich Otto Baum mehr und mehr dem Kunstbetrieb und der Öffentlichkeit. Schon 1962 hatte er sich vom Ausstellungsbetrieb zurückgezogen und verfügte später, dass in den ersten zehn Jahren nach seinem Tod keine Ausstellung seiner Werke stattfinden sollte. 1972 hörte Baum auf, bildhauerisch zu arbeiten, möglicherweise wegen seiner schweren Erkrankung.
1977, an seinem 77. Geburtstag, nahm sich Baum, der seit seiner Jugend Suizid-Gedanken hegte, nach einer schweren Krankheit das Leben. Sein Tod wurde erst zwei Wochen später bekanntgegeben, möglicherweise um das Begräbnis in aller Stille begehen zu können. Über die inneren Beweggründe, die Baum dazu trieben, sich nach und nach aus seinem Leben als Künstler zurückzuziehen und schließlich sein Leben zu beenden, ist nichts bekannt. In einem Gespräch mit dem Kunstschriftsteller Hans Kinkel äußerte Baum 1960:
„Ich habe aus mir herausgeholt, was zu holen war; ich habe mich nicht geschont. Mir genügen einige Arbeiten, von denen ich sagen kann «Sie stehen». Es kommt eine Grenze, wo man die Kraft haben müßte, nein zu sagen und aufzuhören, wenn man es sich leisten kann, zu schweigen und zu gehen.“
Otto Baums Frau Herta starb 1985. Sie überlebte ihn fast um neun Jahre. Das Ehepaar ist auf dem Friedhof Sulzgries in Esslingen am Neckar begraben. Der Grabstein, ein schmuckloser Naturstein, trägt keine Inschrift.
Der Familiennachlass Otto Baums wird von der Galerie Schlichtenmaier auf Schloss Dätzingen in Grafenau betreut. Die Galerie der Stadt Esslingen am Neckar (Villa Merkel) verwahrt ein Konvolut von Unterlagen, zum Teil aus dem Besitz von Otto Baum, das u. a. ein Album mit Zeitungsartikeln, zum Teil mit Baums handschriftlichen Notizen, sowie Ausstellungslisten und Werklisten mit Besitzerangaben enthält („Villa-Nachlass Otto Baum“).

## Werk
Hinweis: Siehe auch Bildergalerie mit Werken von Otto Baum.

### Bis 1930
Auf Grund einer Kriegsverletzung kann Baum nach dem Krieg nicht mehr in seinem erlernten Beruf als Motorenschlosser arbeiten. Er verdingt sich u. a. als Bildhauer und eignet sich autodidaktisch die Grundlagen der Bildhauerei an, in der er sich auch während seines ersten Akademiestudiums (bis 1927) weiterhin selbständig vervollkommnet. Danach arbeitet er drei Jahre als freier Bildhauer.
Baums Werke, die bis 1927 entstehen, sind figurativ und der Tradition verhaftet. Ab 1928 schafft Baum jedoch Werke, in denen „das figürliche Element aus abstrahierten plastischen Formen zu einem organischen Ganzen zusammengesetzt wird“. Es wird vermutet, dass Baum „schon damals [1929] Werke von Constantin Brancusi und wohl auch von Hans Arp gesehen hat“. Zu diesen frühen Werken von Baum zählen:
- Der Elefant von 1928, das erste Werk in einer langen Reihe von Elefanten und Lochofanten (stark stilisierte Elefanten mit einem runden Loch im Rumpf).[40]
- Mutter und Kind von 1930, ein Vorläufer der Urmutter, ein Motiv, das Baum in den folgenden Jahrzehnten wiederholt aufgreift.[41]
- Die Kämmende von 1930, die der späteren Urmutter bereits stilistisch sehr nahesteht.[42]
- Das Stehende Mädchen (oder Mädchen) von 1930.[43]

1930 veröffentlicht der Berliner Kunstschriftsteller Paul Westheim in der führenden Kunstzeitschrift Das Kunstblatt einen Artikel über Baum, in dem er den Elefanten von 1928 und das Stehende Mädchen von 1930 bespricht: Baum „erweist sich als eine ausgesprochen plastische Begabung. Einer, dem die kubische Masse das Formelement ist. ... Weggelassen ist alles, was für die plastische Struktur unwesentlich ist.“ In der „Kunstblatt“-Ausstellung junger Künstler in Berlin wird die Plastik Stehendes Mädchen angekauft und der Nationalgalerie gestiftet (siehe #Zeit des Nationalsozialismus). Baum nimmt auch an den beiden ersten Ausstellungen der Juryfreien Künstlervereinigung in Stuttgart 1930 und 1931 teil und verkauft ein Werk an den Kunstverein Stuttgart.

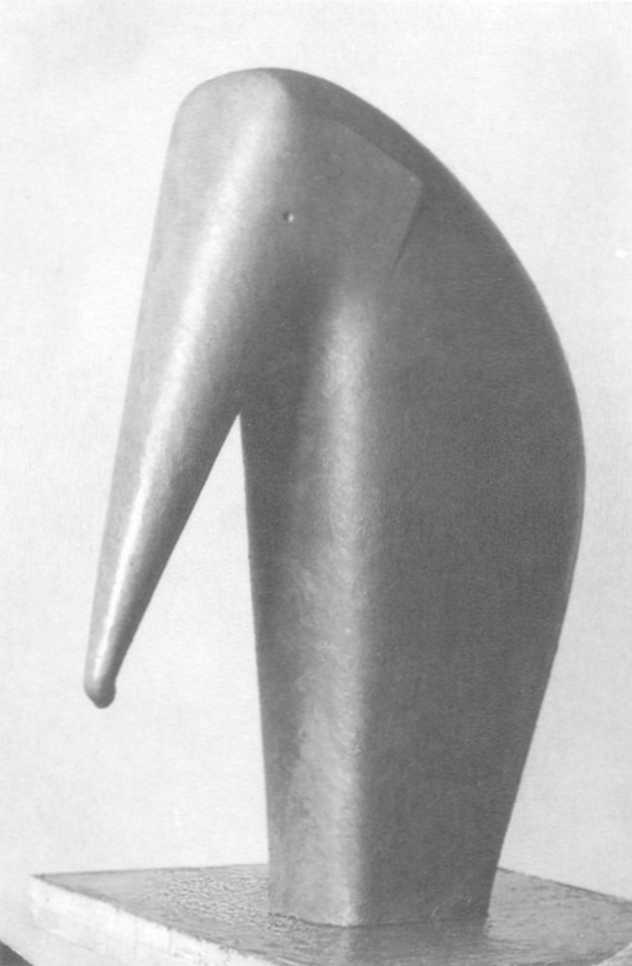
Elefant, 1928, WV 26 B.
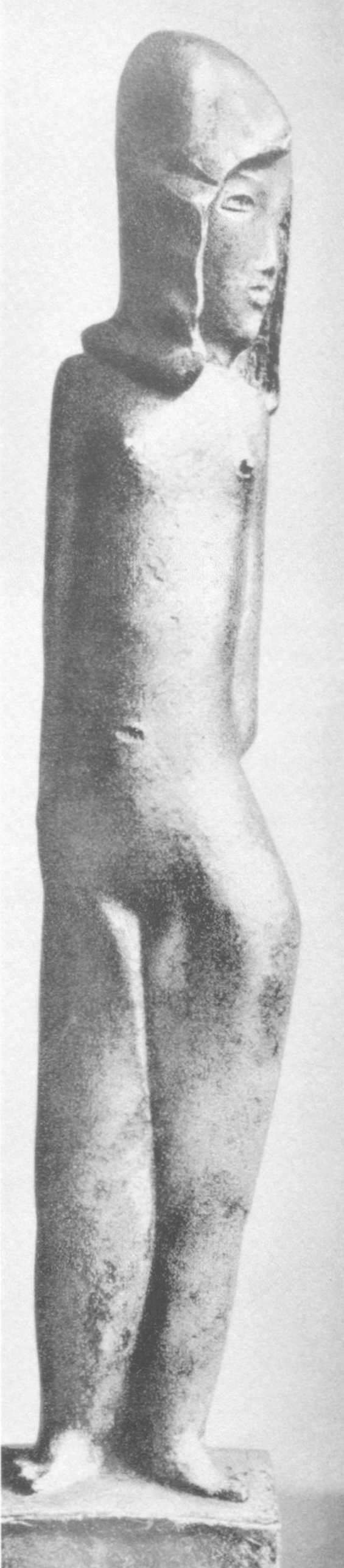
Stehendes Mädchen, 1930, WV 49 B.
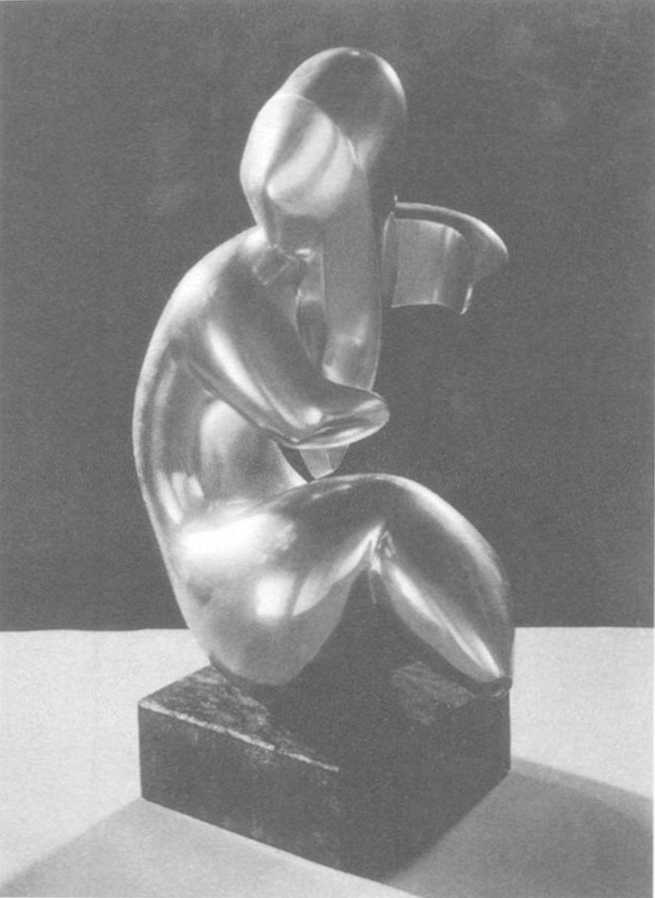
Kämmende, 1930, WV 51 B.
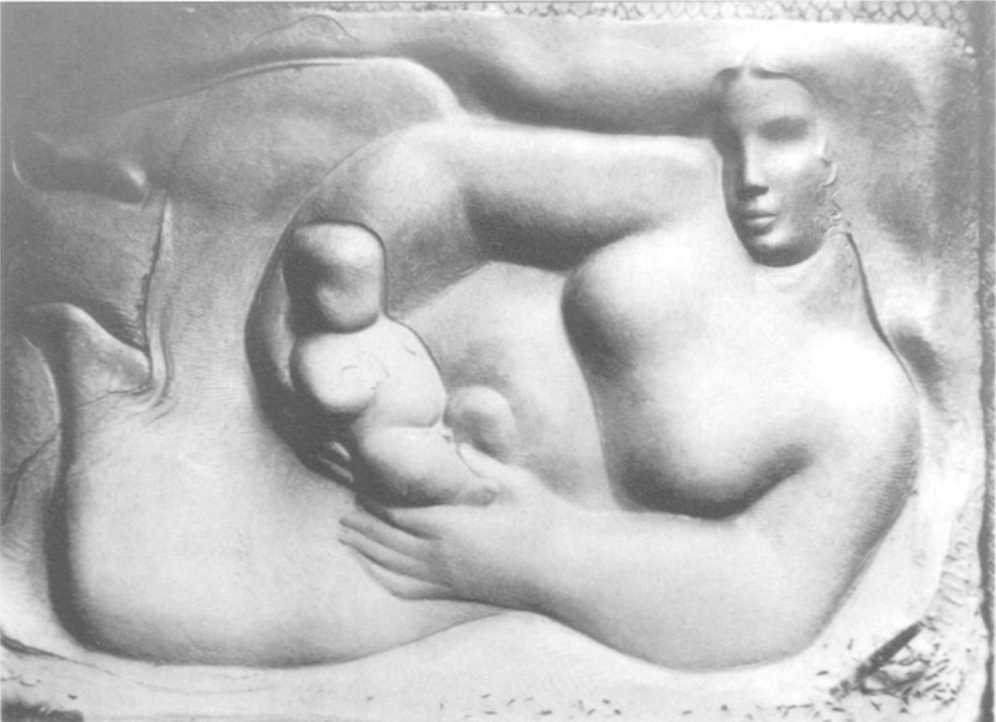
Mutter und Kind, 1930, WV 59.

### Bis 1945
In den dreißiger Jahren erhält Baum einige Aufträge für „wichtige Bauplastiken“, u. a. Reliefs für eine Portaleinfassung der Stuttgarter Firma Hahn + Kolb, das Wandrelief Geldzähler für die Städtische Girokasse in Stuttgart (beide zerstört) und mehrere Reliefs für Wasserbauwerke am Neckar. In der Zeit von 1930 bis 1945 entstand vor und während der Zeit des Nationalsozialismus eine Reihe von Schlüsselwerken:
- „Baums Intention [ist es] nicht, ein bestimmtes Tier abzubilden, sondern eine Wesensform zu gestalten, in der sich das Typische des jeweiligen Tieres mitteilt“.[47] Diesem Prinzip folgen das Relief Panther (1932) und die Skulpturen Katze (1934), Taube (1941), Kranich (1939) und Badender Vogel (1944/1945).[48] 1942 reduziert Baum den Kranich zu einem abstrahierten Vogel,[49] der an den berühmten Vogel im Raum des von ihm verehrten Brancusi erinnert.
- 1940 schafft Baum die erste Fassung seiner Urmutter,[50] bei der der Frauenkörper „zum in sich abgeschlossenen, idolhaft wirkenden Torso vereinfacht ist“.[51] Auch Die Frucht[52] aus dem gleichen Jahr ist „botanisch nicht zu klassifizieren, vereinigt sie doch in sich die Prinzipien einer Frucht“.[53]
- „Eine ganz andere Auffassung des Körpers [zeigen] die blockhaft geschlossenen, kubischen“ Skulpturen der Kauernden (1939) und des Schauenden (1941).[54]

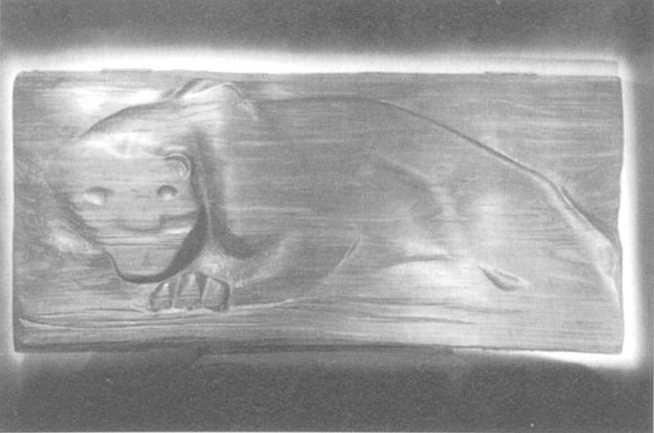
Panther, 1932, WV 62.
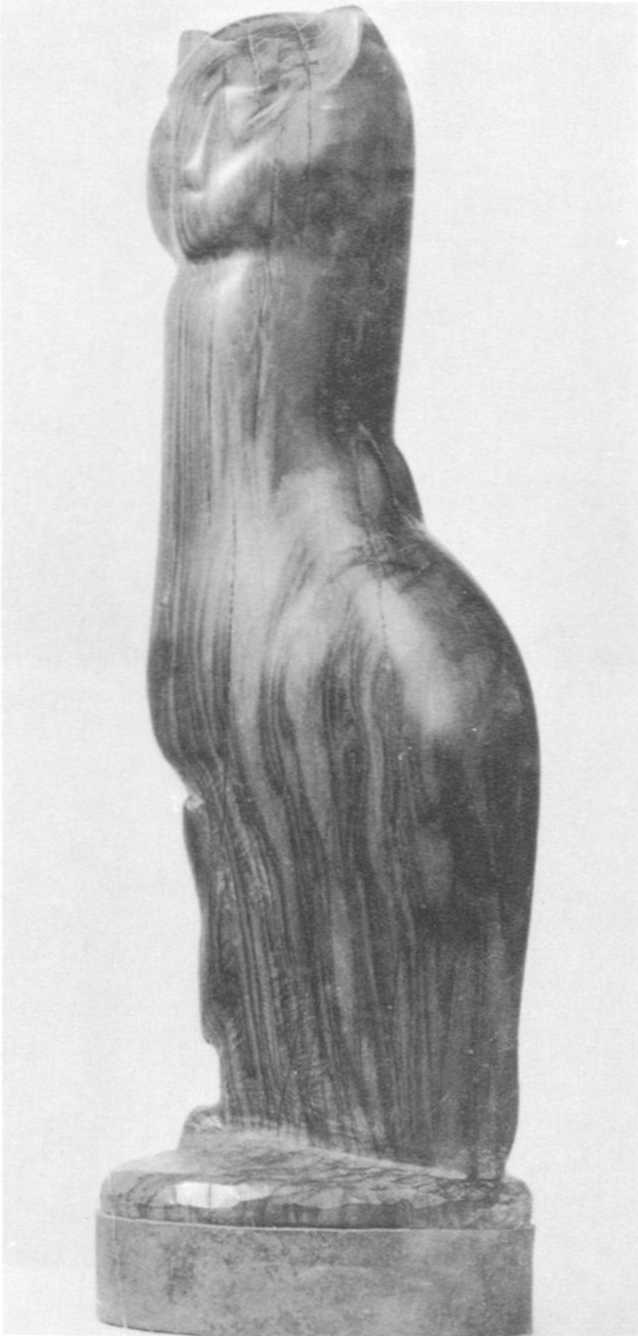
Katze, 1934, WV 68.
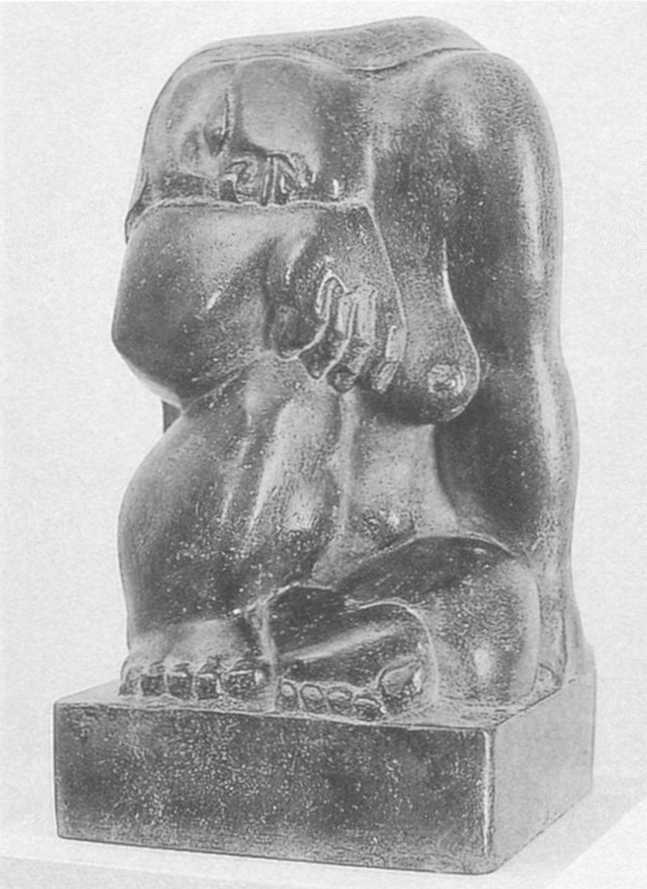
Kauernde I, 1939, WV 94 D.
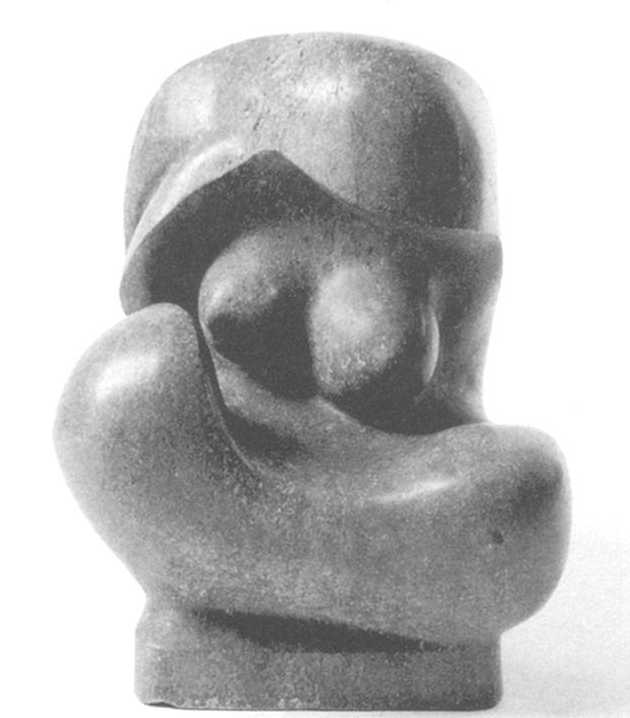
Urmutter, 1940, WV 99 A.
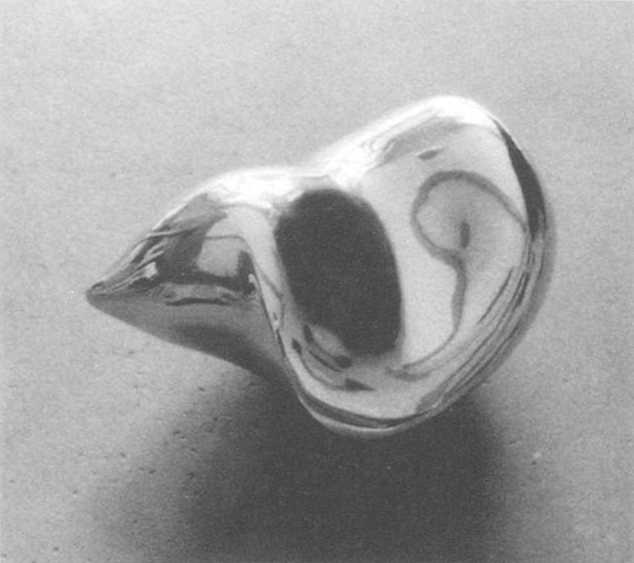
Die Frucht, 1940, WV 100 E.
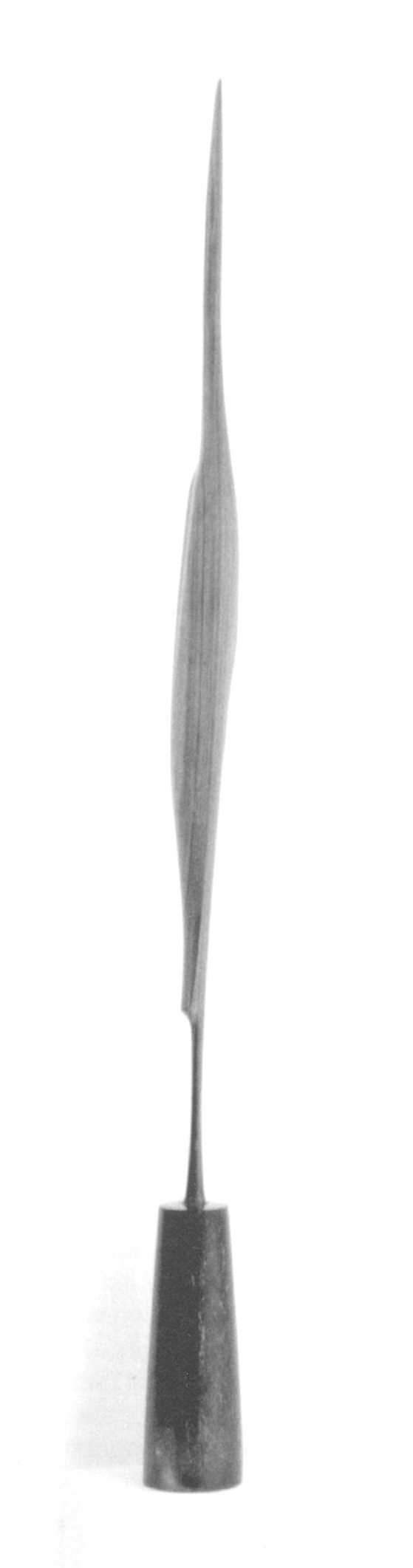
Vogel, 1942, WV 103.

### Nach 1945
Von 1947 bis 1962 nimmt Baum an vielen regionalen und überregionalen Ausstellungen teil. 1957 wird in der Ausstellung German Art of the Twentieth Century im Museum of Modern Art in New York ein repräsentativer Querschnitt der zeitgenössischen deutschen Kunst gezeigt. Baum wird zusammen mit 12 anderen Bildhauern vorgestellt, darunter bereits berühmte ältere Künstler wie Ernst Barlach, Wilhelm Lehmbruck und Gerhard Marcks und aufstrebende jüngere Künstler wie Karl Hartung, Bernhard Heiliger, Fritz Melis und Hans Uhlmann. In den sechziger Jahren zieht sich Baum mehr und mehr aus der Kunstöffentlichkeit zurück und beteiligt sich auch nicht mehr an Ausstellungen.
Anfang der dreißiger Jahre hatte Paul Westheim bereits das Interesse der Kunstöffentlichkeit auf den vielversprechenden jungen Künstler gelenkt, der dann während der Zeit des Nationalsozialismus vollkommen aus dem Fokus des öffentlichen Bewusstseins verschwand. Nach dem Krieg erkannten renommierte Kunstschriftsteller erneut die Bedeutung Baums für die zeitgenössische Bildhauerei. Kurt Leonhard publiziert 1948 in Das Kunstwerk, dem ersten Nachkriegsmagazin für Gegenwartskunst, einen Aufsatz über den „Bildhauer Otto Baum“, und in zwei Bestandsaufnahmen über die zeitgenössische Kunst präsentiert Hans Hildebrandt Baum 1949 und 1952 als einen der führenden jüngeren Bildhauer. Der Kunstkritiker Franz Roh widmet Baum 1950 eine Monographie über Baums Werk (einschließlich eines von Baum selbst zusammengestellten Werkverzeichnisses), die viel dazu beiträgt, seinen Ruf als Bildhauer der Avantgarde zu verbreiten. In den Übersichtswerken Deutsche Bildhauer der Gegenwart (1957) und Deutsche Plastik von 1900 bis heute (1963) setzen sich Franz Roh und seine Frau Juliane ebenfalls für Baum ein und sichern ihm dadurch „internationale Aufmerksamkeit“.
Auch nach dem Krieg beschäftigt sich Baum in seinen freien Arbeiten mit seinen Lieblingsthemen, mit der Darstellung von Tieren und der Modellierung des weiblichen Körpers.
- Es entstehen nach wie vor blockhafte, gedrungene Tierfiguren, so um 1945 zwei Elefanten, eines der Leitthemen in seinem Werk, 1951/1955 ein stark abstrahierter Stier, ein Symbol der „Stärke und Männlichkeit“[59] und 1958 die Hartholzskulptur der Kleinen Katze.[60] Mit seinen Lochofanten[61] gelangt Baum 1949 zu einer beschwingt-humorvollen Gestaltung des Elefantenmotivs mit Lochdurchbrüchen und aufgesteckten Riesenohren. Auch Kleines Pferd und Großes Pferd von 1955 zeigen eine neue Leichtigkeit und Eleganz.[62]
- Während eine Plastik und ein Relief von 1947[63] das Motiv der Liegenden noch in blockhafter Formreduktion darstellen, schafft Baum 1953 mit Chantal eine Liegende, die „in bisher unbekannter Weise raumdurchlässig“ und bei der „auch noch der organische Zusammenhang in Frage gestellt“ ist.[64] Die Urmutter, ein Leitmotiv seines Schaffens, formuliert Baum noch einmal in der Kleinen Urmutter von 1950/1955.[65]
- Mit der Plastik Wandlung von 1948,[66] die 1957 in der Querschnittausstellung zeitgenössischer deutscher Kunst in New York gezeigt wird, schafft Baum „ein plastisches Abstraktum“, in dem sich „organisches Leben“ zu regen scheint.
- Ab den fünfziger Jahren entsteht mit Skulpturen, die Baum aus Holzstämmen anfertigt, eine eigene Werkgruppe. Bei der Betenden (1944) über die Klage (1950) bis zu Stufen (oder Kerben, 1960) und Paar (1965) nimmt mit fortschreitendem Abstraktionsgrad der Eingriff des Bildhauers in das Material ab.[67]

Wie schon in den dreißiger Jahren schafft Baum nach dem Krieg eine Reihe wichtiger Plastiken und Reliefs für den öffentlichen Raum, die „aus heutiger Sicht ... in der Geschichte modernen deutscher Plastik herausragend und schulebildend“ dastehen. Dazu gehören:
- 1949: die Freiplastik Lochofant, ursprünglich für die Gartenschau 1950 in Stuttgart geschaffen, heute im Hof der Silcherschule in Stuttgart, WV 130.
- 1957: das Relief Schlachttiere, ursprünglich für den Stuttgarter Schlachthof geschaffen, heute in einer Stuttgarter Grünanlage, WV 190.
- 1960: das Mauerrelief Mahnmal für die gefallenen Schüler im Hof der Johann-Friedrich-von-Cotta-Schule in Stuttgart, WV 200.
- 1964: die Freiplastik Tor auf dem Gelände der Pädagogischen Hochschule in Ludwigsburg, WV 215.

Otto Baum schließt sich 1950 dem wieder neugegründeten Deutschen Künstlerbund 1950 an. Bei dessen erster Ausstellung 1951 in Berlin ist er mit der Steinskulptur Frau mit Hund (1949) und der Beton-Plastik Elefantenmal (1950) vertreten.

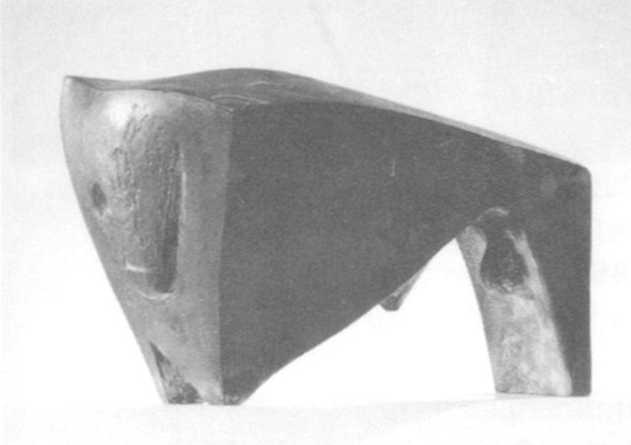
Stier, 1951, WV 142 C.
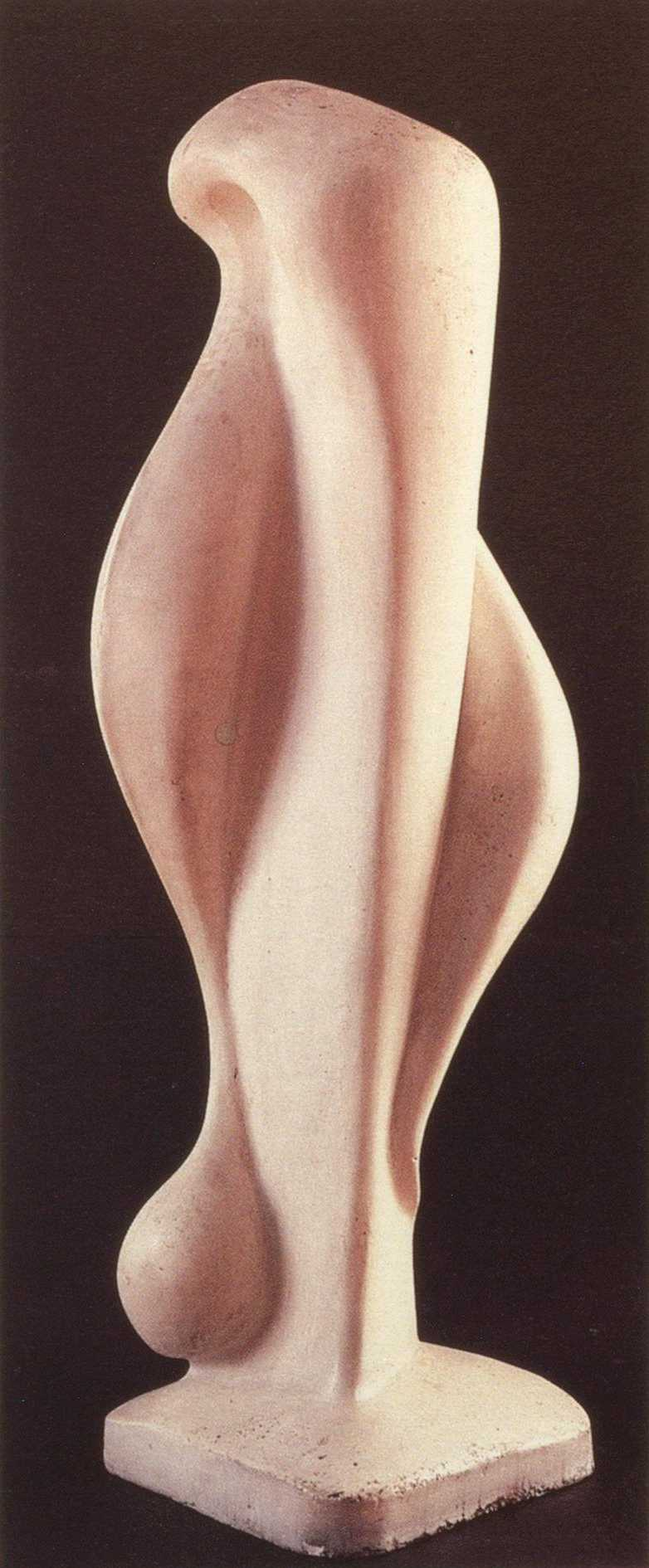
Wandlung, 1948, WV 126.
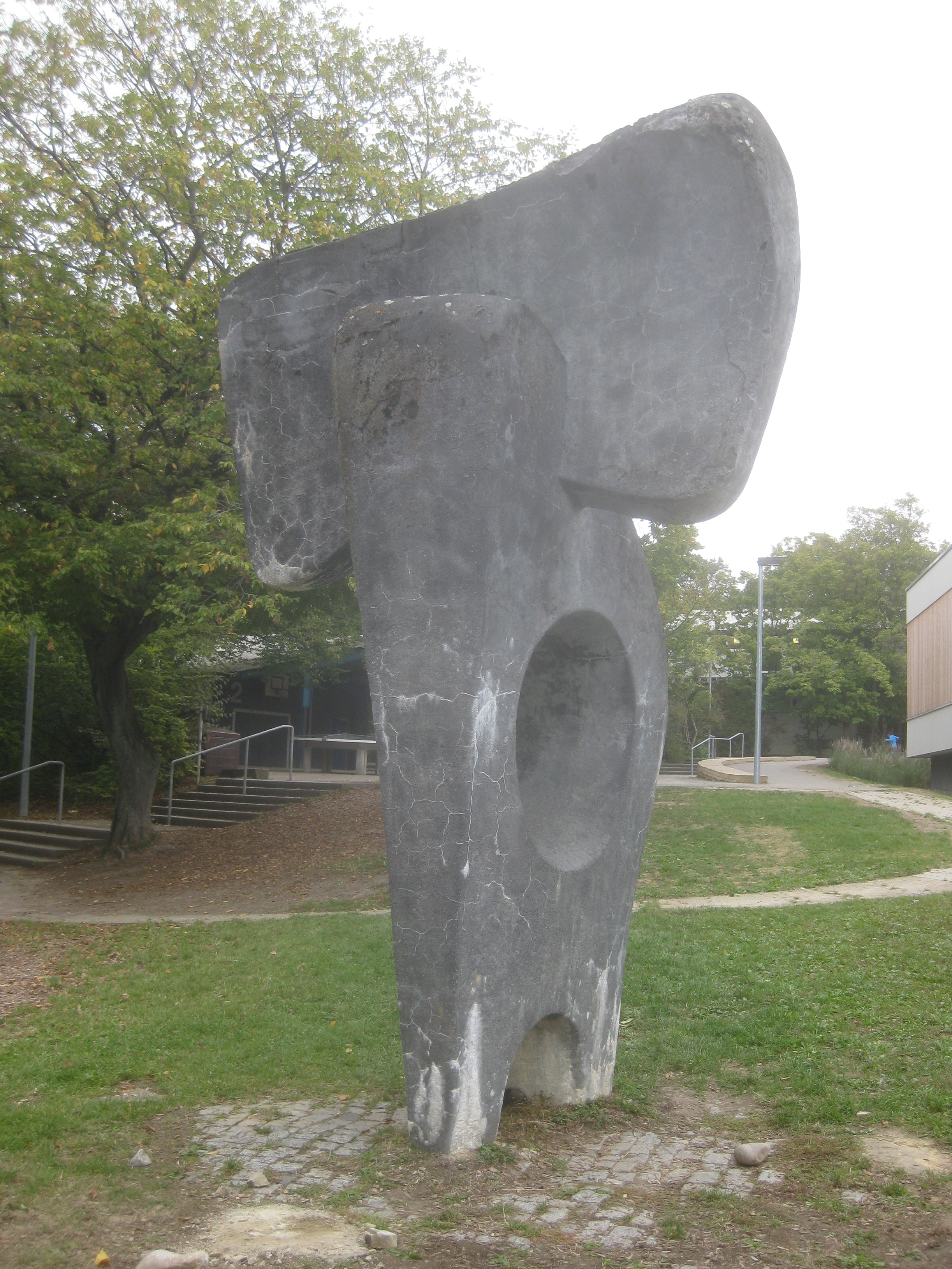
Lochofant, 1949, WV 130.
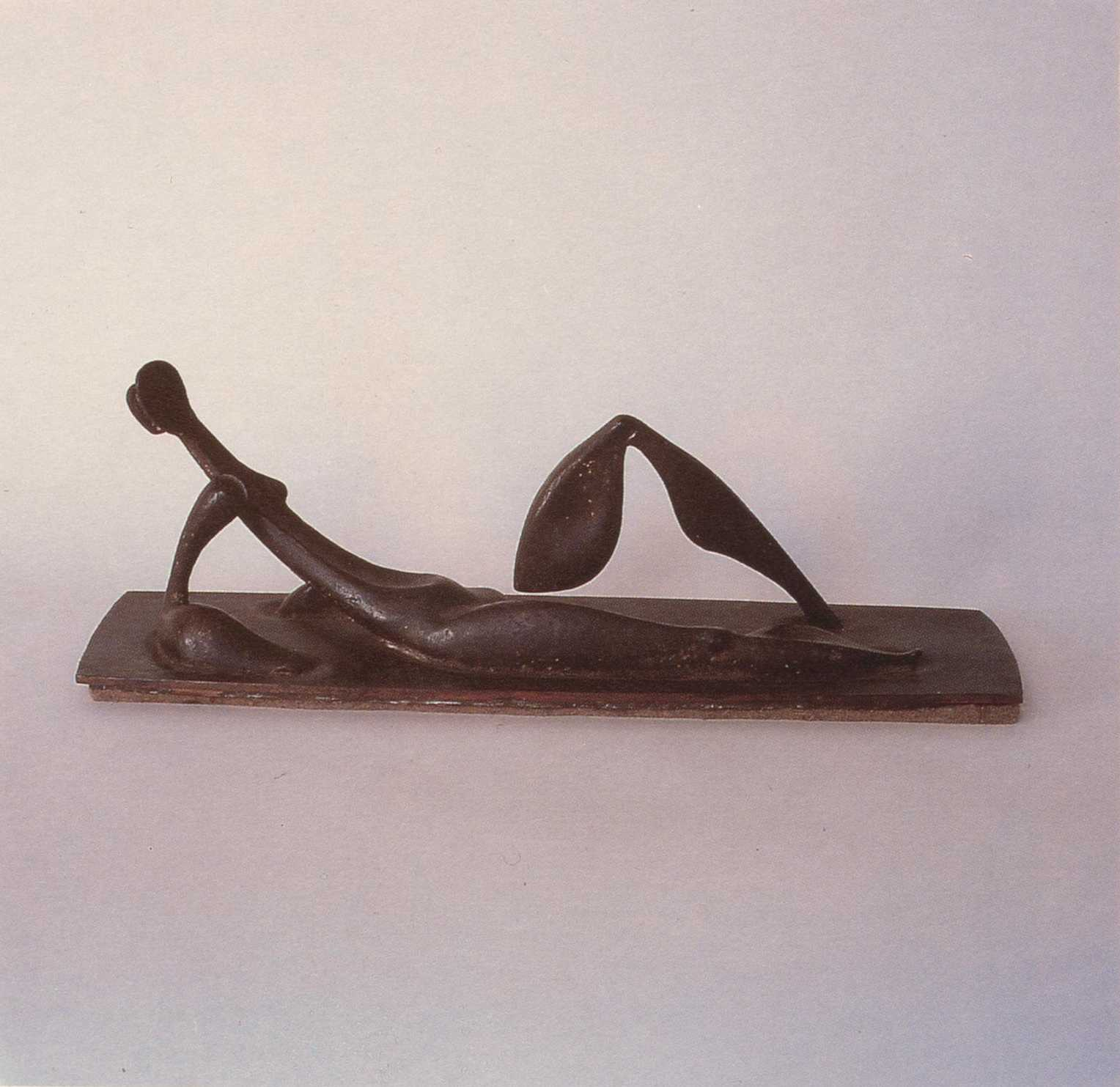
Chantal, 1953/1958, WV 150.
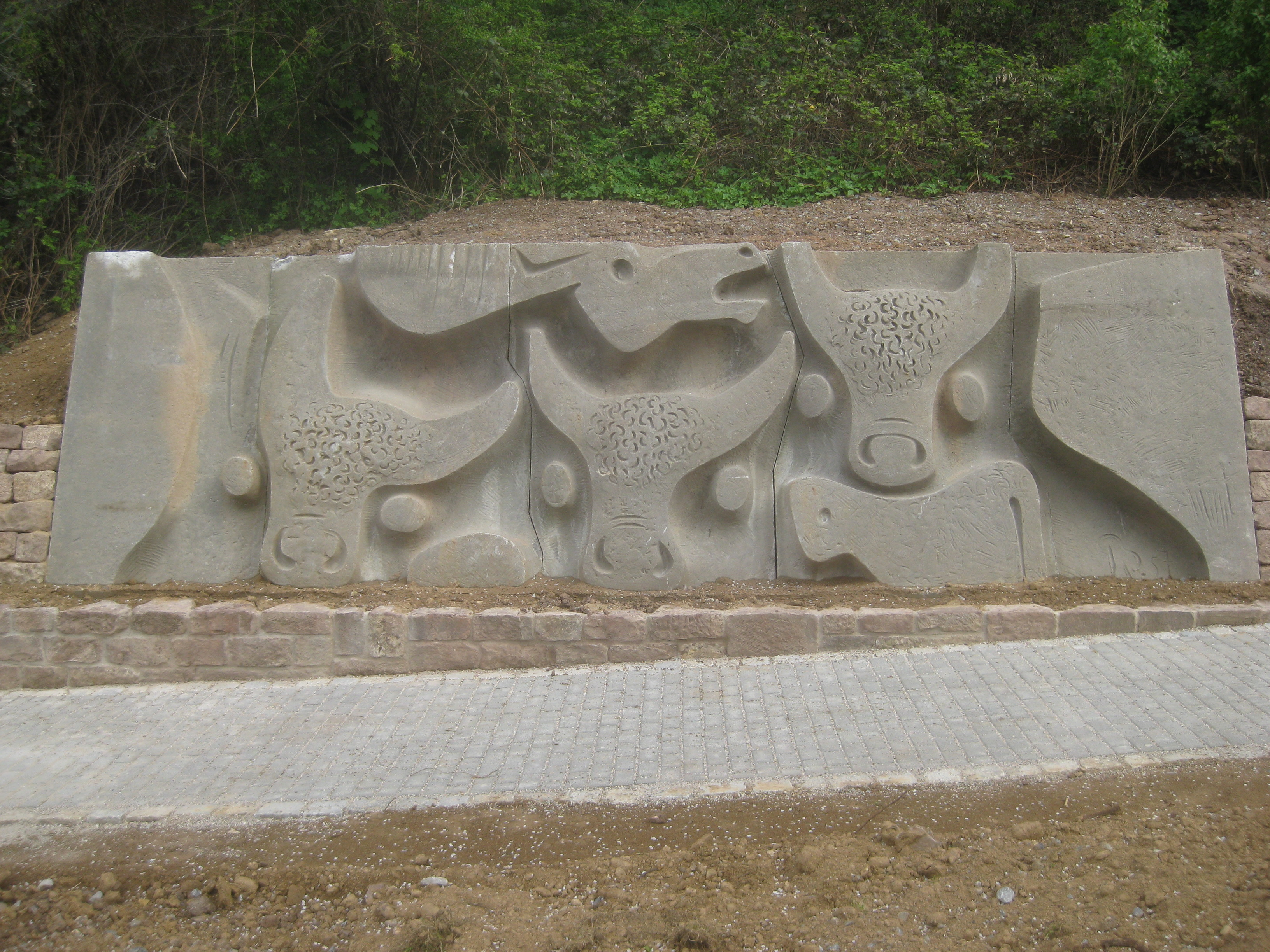
Schlachttiere, 1957, WV 190.
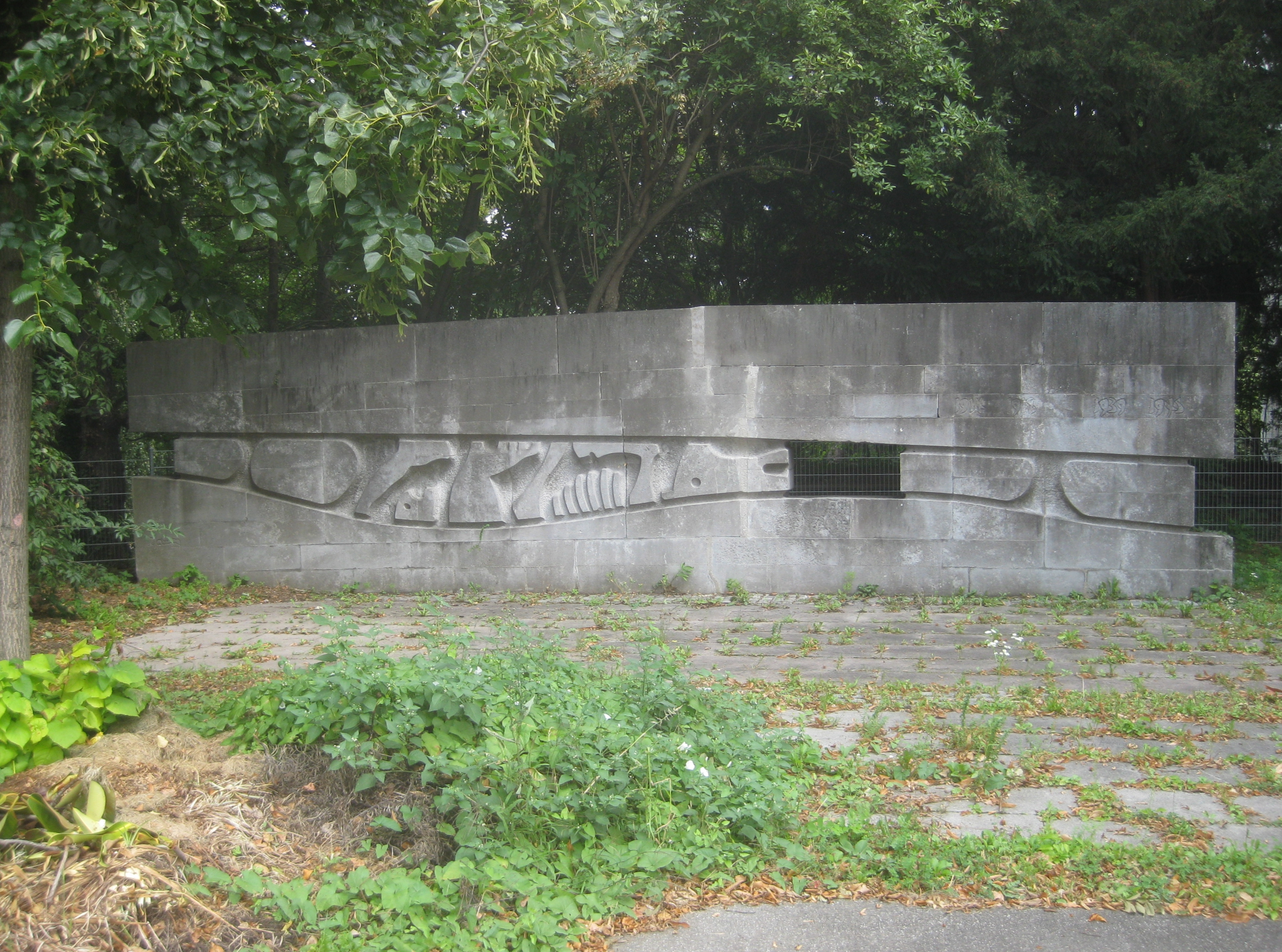
Mahnmal für die gefallenen Schüler, 1960, WV 200.
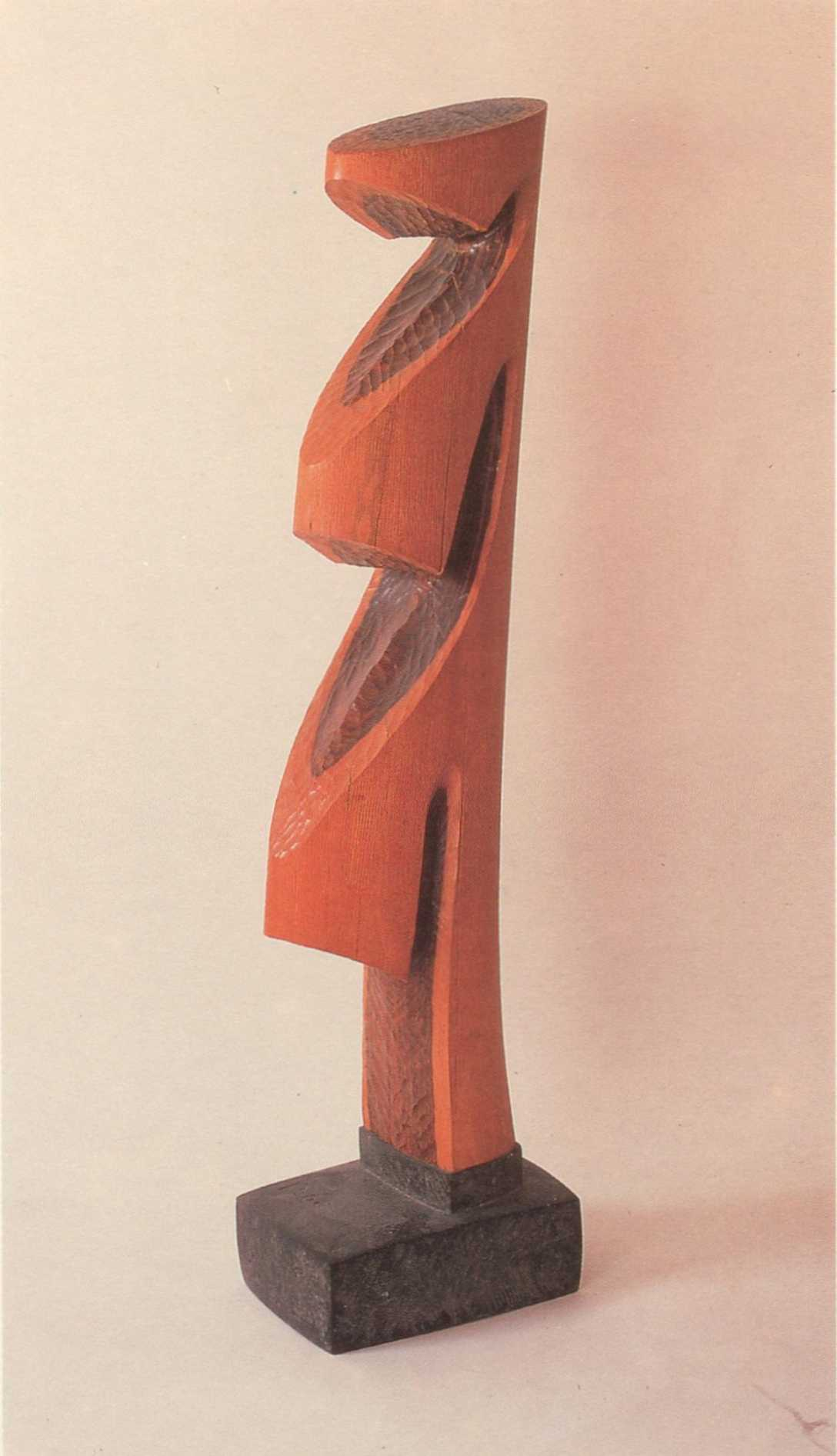
Stufen (oder Kerben), 1960, WV 201.
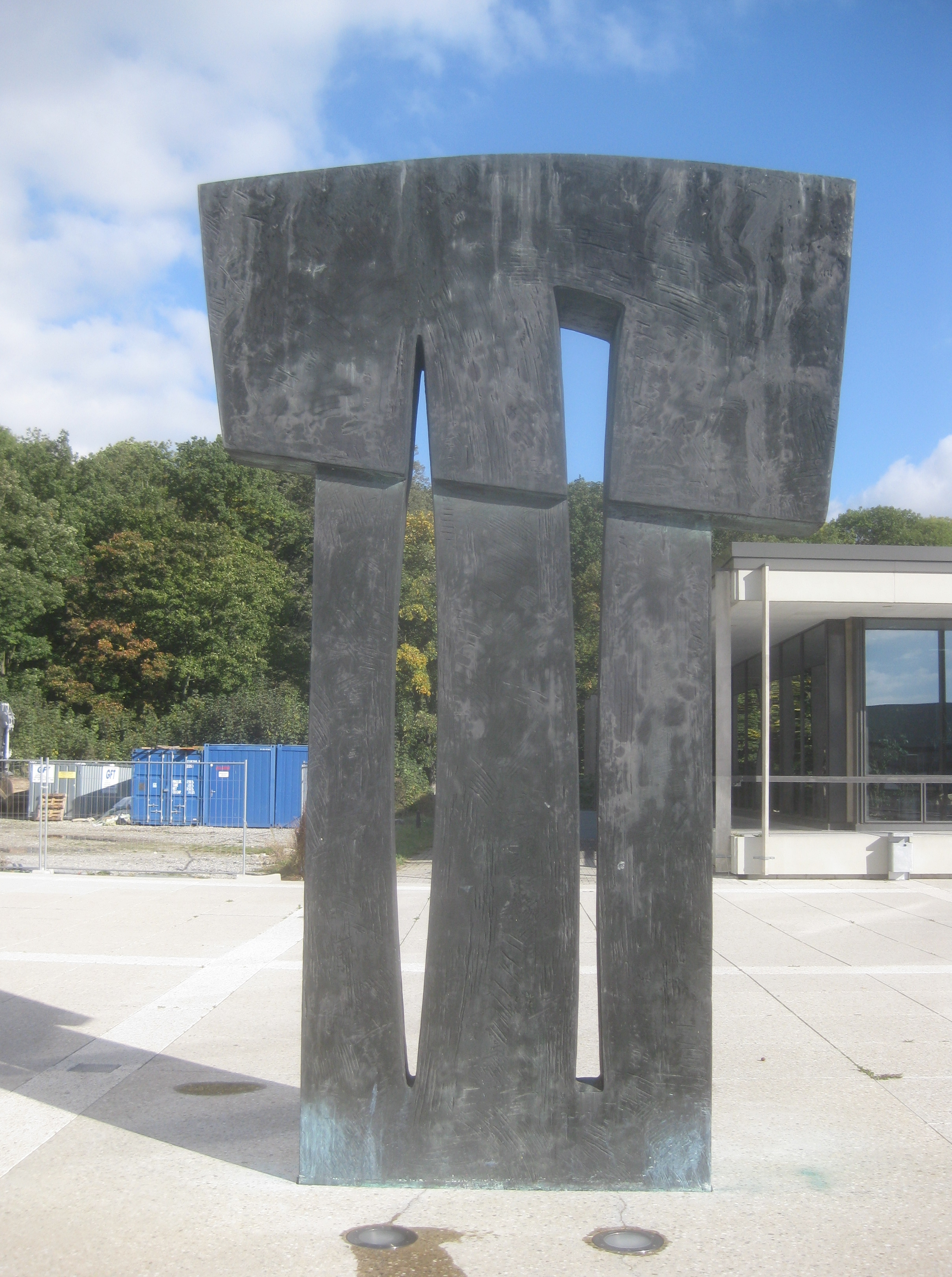
Tor, 1964, WV 215.

### Esslinger Kunststreit 1954/1955
Hauptquellen: #Gundel 1995, Seite 27–33, #Degreif 1997.
Die Wasser- und Schiffahrtsdirektion Stuttgart forderte Otto Baum 1953 auf, an einer Ausschreibung für eine Brückenplastik teilzunehmen, „die für die Brückenfahrbahn, den Verkehr der Uferstraße und den vielbegangenen Treppenaufgang stark wirksam in Erscheinung tritt“. Form und Inhalt der Plastik waren den Wettbewerbsteilnehmern freigestellt. Unter den sechs abgelieferten Arbeiten waren u. a. Beiträge von Alfred Lörcher, Otto Herbert Hajek und Fritz von Graevenitz. Das Preisgericht trat Anfang Januar 1954 zusammen und entschied sich für Otto Baums abstraktes Modell, das die Form eines Schiffsbugs oder eines Maschinenteils hatte: „Der Verfasser gibt eine symbolische plastische Form, die einerseits den architektonischen Grundgedanken eines Querriegels lebendig zum Ausdruck bringt und andererseits in ihrer Form das Wesen der Schiffahrt, des Wassers und der Technik glücklich darstellt.“
Alsbald entspann sich eine öffentliche Kampagne gegen Baums Entwurf, der in der breiten Öffentlichkeit vielfach auf Unverständnis stieß. Einige verhöhnten ihn sogar als „Abfall aus einer Schusterwerkstatt“, „Holzmodellabfall“, „alten Holzschuh“
oder „Embryo eines Mondkalbs“. Der Oberbürgermeister Otto Roser, nach dem später die Brücke benannt wurde, verteidigte Baums Entwurf. Ihn unterstützten profilierte Kunstkritiker wie Kurt Leonhard, der Verband Bildender Künstler Württemberg (VBKW) und zehn namhafte Professoren der Stuttgarter Kunstakademie. Der Streit fand auch überregionale Beachtung: der Spiegel berichtete darüber, wenn auch im „Hohlspiegel“, der Seite für Kurioses. Der Gemeinderat empfahl schließlich Ende Januar 1954 der Wasser- und Schiffahrtsdirektion, die Entscheidung über die Brückenplastik bis zur Fertigstellung der Brücke auszusetzen, um dann nach Aufstellung einer Attrappe in Originalgröße die Eignung der Plastik zu beurteilen. Nach Verlauf von anderthalb Jahren war die Brücke vollendet, und es wurde ein originalgroßes Modell der Brückenplastik am vorgesehenen Bestimmungsort aufgestellt. Nach Besichtigung der Attrappe beschloss der Gemeinderat im Oktober 1955, Baums Plastik nicht zu realisieren und stattdessen einen neuen Wettbewerb auszuschreiben. Baum wurde aufgefordert, sich mit seinem vorhandenen oder einem neuen Entwurf daran zu beteiligen. In einem Brief an Oberbürgermeister Roser begründete Baum seine Ablehnung: „Darum halte ich es für anständiger, mich zurückzuziehen, besonders da ich nicht weiterhin der Anlass zu öffentlichen Auseinandersetzungen in der Presse sein möchte, die einen peinlichen Eindruck von falsch verstanderner Demokratie und nicht überwundener Demagogie hervorrufen.“
Den zweiten Wettbewerb gewann Bernhard Heiliger mit der figurativen Plastik Großer Fährmann, die auch realisiert wurde. 1963 schafft Baum für den Vorkopf der Mole an der Neckarstaustufe in Deizisau eine Plastik, bei der er das Schiffsbugmotiv in abgewandelter Form wieder aufgreift, diesmal ohne skandalöse Begleitumstände.
Eva Zippel, einer Schülerin Baums, erging es um die gleiche Zeit mit ihrer Brückenplastik Gebändigte Kraft für Besigheim anfangs ähnlich wie ihrem Lehrer. Sie konnte sich aber trotz des vehementen Widerstands des Ludwigsburger Landrats Hermann Ebner letztendlich doch durchsetzen.

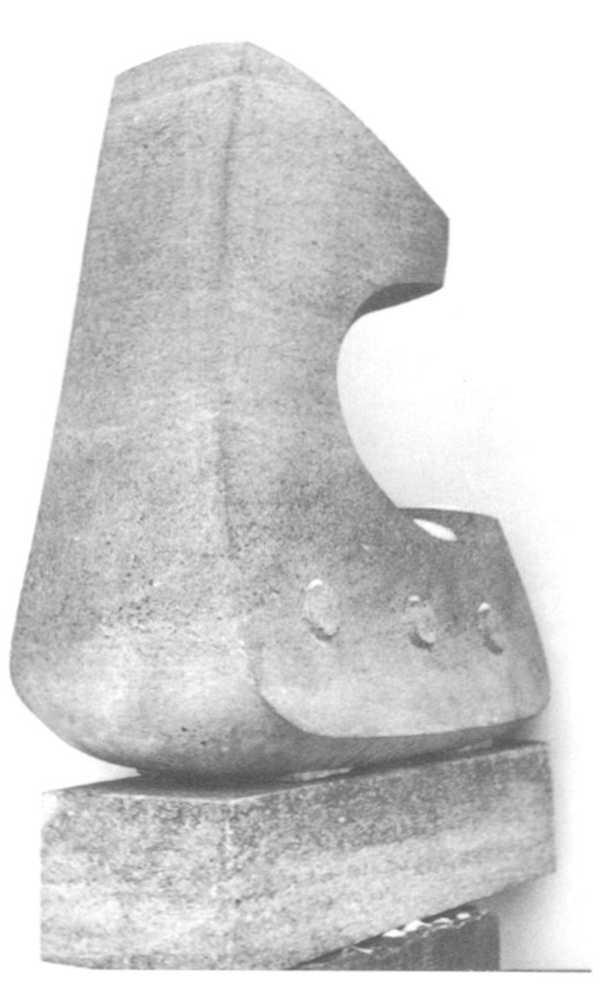
Schiffsbug I, 1. Entwurf Otto Baums für die Brückenplastik in Esslingen.
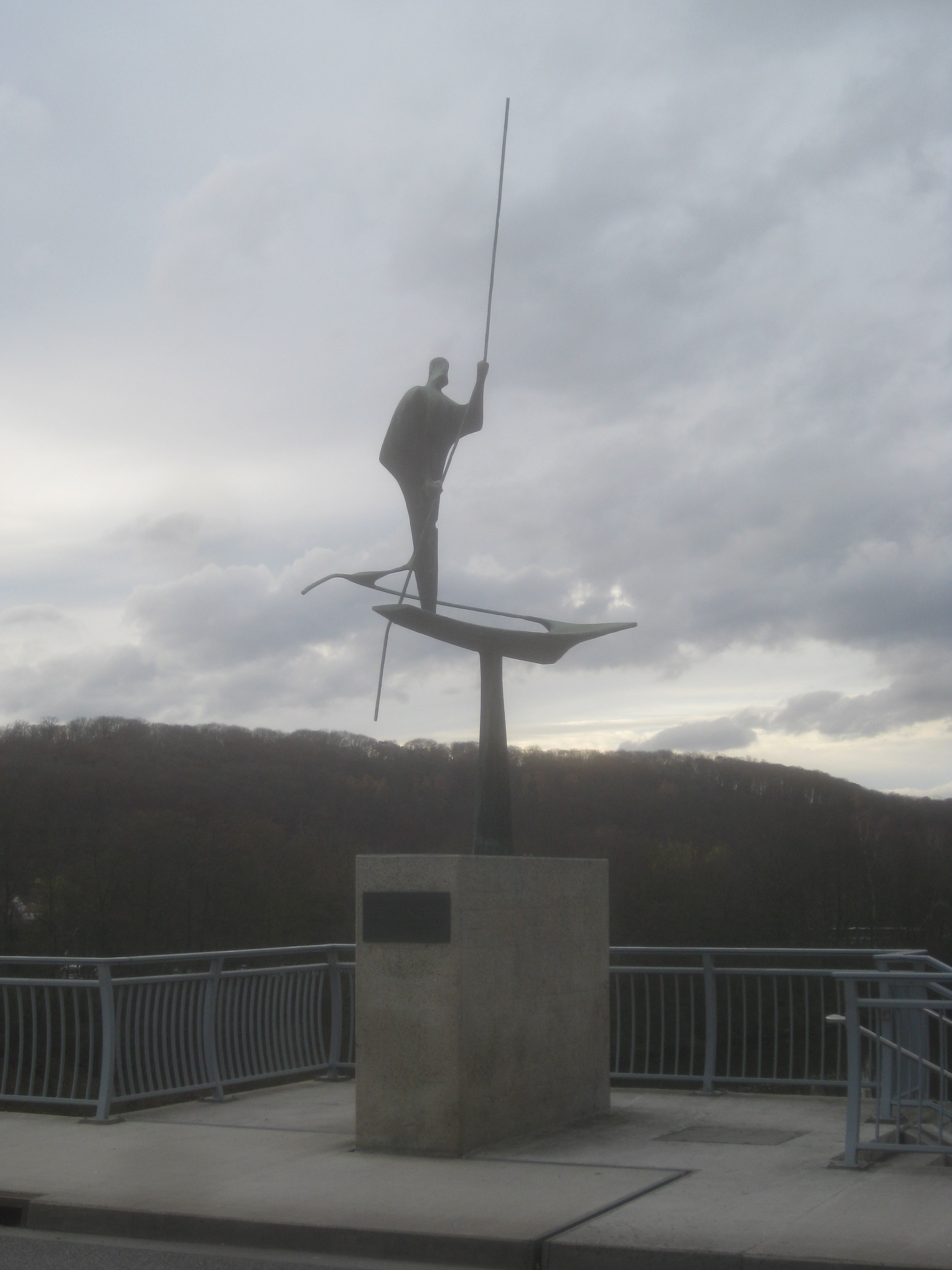
Großer Fährmann von Bernhard Heiliger, 1956.
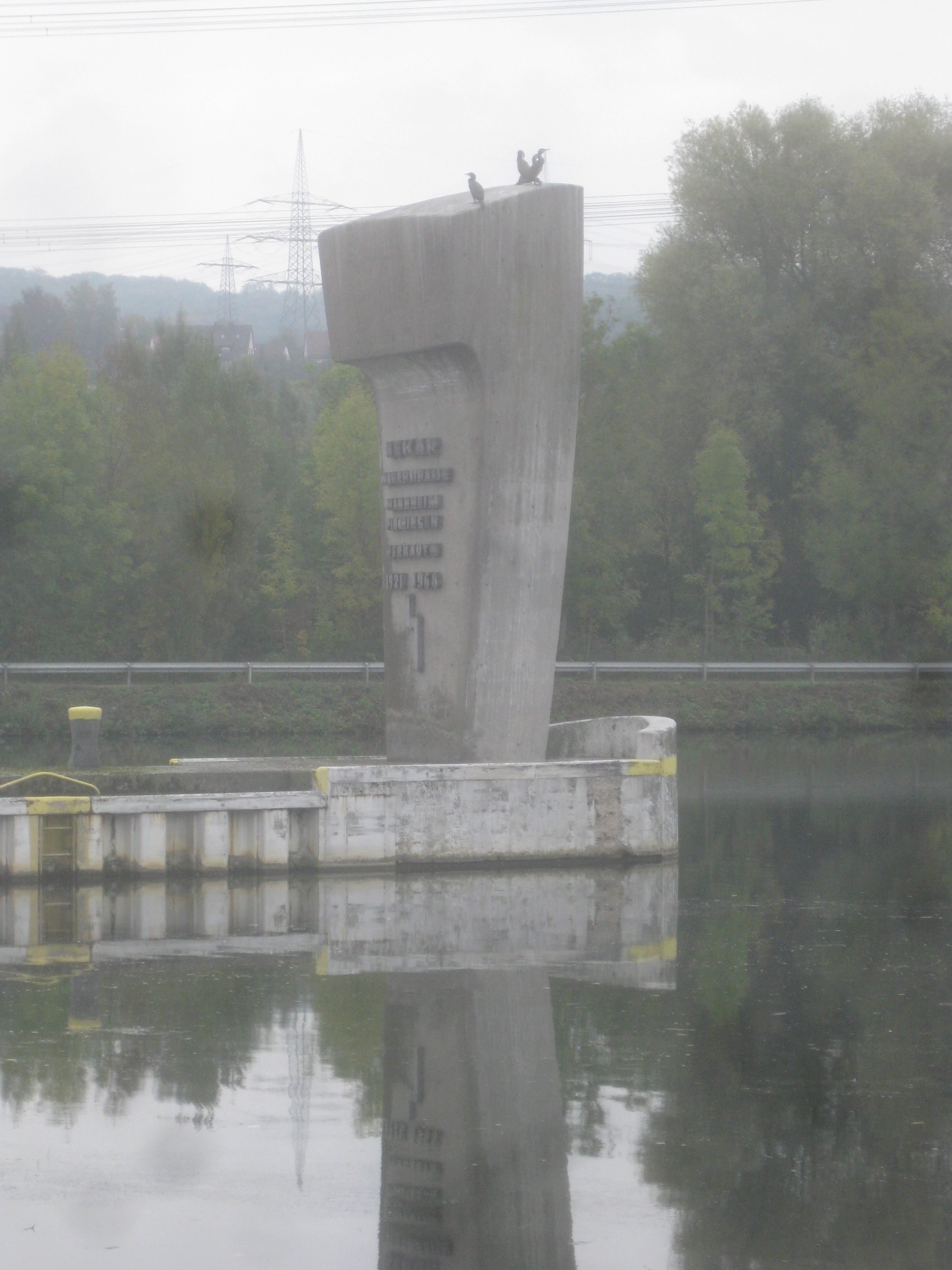
Schiffahrtssymbol (Bug) (WV 213) von Otto Baum an der Neckarstaustufe Deizisau, 1963.
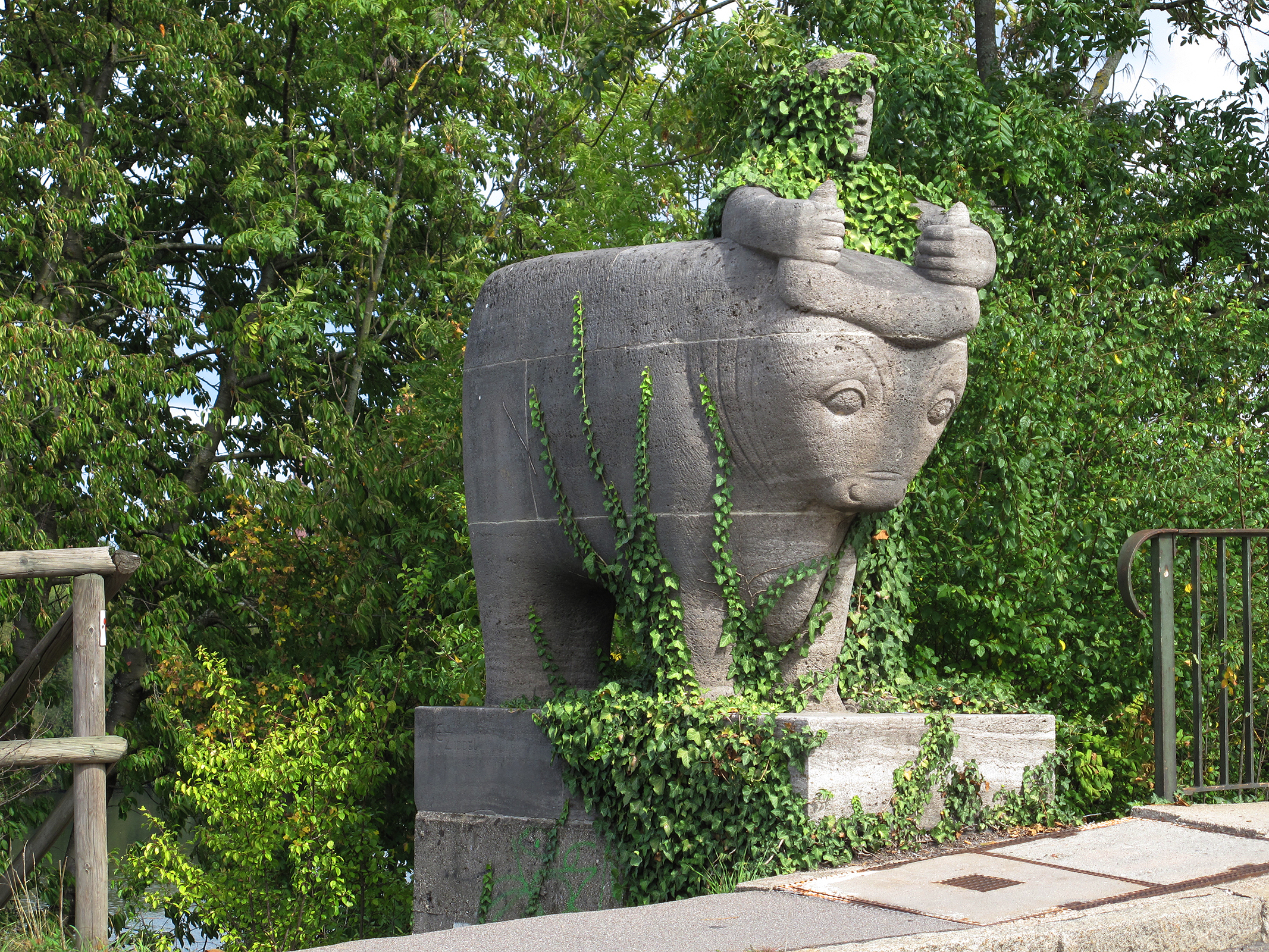
Gebändigte Kraft von Eva Zippel in Besigheim, 1954.

## Einordnung
Er „gehört zu den bedeutenden Vertretern der klassischen Moderne, der in seinem Werk sowie als Lehrer in maßgeblicher Weise die Bildhauerei in der zweiten Hälfte unseres Jahrhunderts mitgeprägt hat“. Im deutschen Südwesten „gilt Baum neben dem 25 Jahre älteren Alfred Lörcher unbestritten als der bedeutendste Plastiker seiner Zeit“. Baum vertrat „eine von Hans Arp und Constantin Brâncuși beeinflusste, streng konzentrierende, abstrahierende Richtung der Plastik“.
„Baums Bestreben [war]“, wie er dies selbst am 21. September 1946 in der Stuttgarter Zeitung anlässlich seiner Berufung an die Staatliche Akademie der Bildenden Künste Stuttgart „in knappster Form“ zum Ausdruck brachte, „mittels gerechter Materialbehandlung (Stein und Holz) zu klarer, plastischer Form zu kommen, sowie aus dem Impuls des zwanzigsten Jahrhunderts heraus zu schaffen“.
Nach seinem Rückzug aus dem Kunstbetrieb Anfang der 1960er Jahre geriet er fast in Vergessenheit, ein Zustand, der bis heute anhält.

## Ausstellungen
Soweit bekannt, werden die ausgestellten Werke durch ihre Werknummer im Werkverzeichnis Teil 1 (WV), z. B. WV 133, angegeben. – Für die folgenden Angaben diente meist #Wiehager 2000, Seite 199–201, als Quelle und wird daher nicht gesondert erwähnt.

### Einzelausstellungen
Einzelausstellungen oder Ausstellungen mit anderen Künstlern.
- 1929: Kunstverein, Ulm. Exponate: WV 39 (Ankauf), 41B, 51.[83]
- 1934: Vergleichsausstellung deutscher und italienischer Gemälde von Leonhard Schmidt und A. v. Nadiani / deutscher und ungarischer Plastik von Otto Baum und J. Csaky, Galerie Valentien, Stuttgart.[84]
- 1947: Werkretrospektive, München.[85]
- 1948: Werner Gilles und Otto Baum, Galerie Franke, München.
- 1953: Otto Baum und Paul Fontaine, Kunsthalle Barmen, Studio für neue Kunst, Wuppertal. Exponate: WV 50, 53, 68, 93, 99C, 100A, 101B, 102H, 115B, 120C, 123, 127, 128C, 143–145.
- 1954: h.a.p grieshaber – prof. otto baum, Württembergischer Kunstverein, Kunstgebäude, Stuttgart.[86] Exponate: WV 50, 57, 62, 71, 82, 99C, 100A, 101B, 102H, 107, 111, 115B, 116B, 118, 120C, 121B, 122B, 123, 124, 127, 128C, 129B, 141B, 143–145, 149.
- 1962: Otto Baum und Ida Kerkovius, Galerie Maercklin, Stuttgart.
- 1990: Otto Baum. 1900–1977. Gedächtnisausstellung zum 90. Geburtstag, Galerie Schlichtenmaier, Grafenau.
- 1994: Otto Baum, Plastiken, Galerie Schlichtenmaier, Grafenau.
- 1998: Otto Baum. Der Bildhauer Otto Baum. Verfemt und vergessen, Galerieverein Leonberg.[87]
- 2000: Otto Baum – Retrospektive zum 100. Geburtstag, Galerie der Stadt Esslingen, Villa Merkel.
- 2015: Otto Baum – Vom Urbild zur plastischen Form, Galerie Schlichtenmaier, Stuttgart.

### Gruppenausstellungen
- 1929: 4. Kunstblatt-Ausstellung Junger Künstler, Reckendorfhaus, Berlin. Exponate von Baum: Porträtköpfe[88]
- 1930: 5. Kunstblatt-Ausstellung Junger Künstler, Reckendorfhaus, Berlin. Exponate von Baum: WV 26, 49 (Ankauf).[89]
- 1930: 1. Ausstellung der Juryfreien Künstlervereinigung, Stuttgarter Kunstverein.[90]
- 1931: 2. Ausstellung der Juryfreien Künstlervereinigung, Stuttgarter Kunstverein. Exponate: #WV2 1 (Ankauf).[91]
- 1934: Kunstverein, Ulm.[92]
- 1936: Schwäbisches Kulturschaffen der Gegenwart, Stuttgart.[93]
- 1937: Entartete Kunst, München. Exponate: WV 49.[94]
- 1946: Moderne Malerei und Plastik, Städtisches Museum, Lindau-Bodensee.
- 1947: Deutsche Kunst der Gegenwart, Baden-Baden.
- 1947: Moderne Deutsche Kunst, Kunstgebäude, Tübingen.[95] Exponate: WV 68, 102A, 111, 116B, 120B.
- 1947: Stuttgarter Sezession, Württembergischer Kunstverein im Künstlerhaus Sonnenhalde, Stuttgart. Exponate: WV 48B (?), 121B.[96]
- 1947: Einheimische Moderne, Galerie Dr. Herbert Herrmann, Stuttgart.[97]
- 1947: Adolf Hölzel und seine Schüler. Moderne Malerei in der Volkshochschule Backnang. Exponate: WV 122.[98]
- 1947: Werke von Schülern und Freunden Adolf Hölzels, Galerie Swiridoff, Ludwigsburg. Exponate: WV 122.[99]
- 1948: Hölzel-Schüler, Heilbronn.
- 1949: Deutsche Malerei und Plastik der Gegenwart, Staatenhaus der Messe, Köln.[100]
- 1950: Deutsche und französische Kunst der Gegenwart. Eine Begegnung. Eine Veranstaltung der Ruhr-Festspiele Recklinghausen, Kunsthalle Recklinghausen.
- 1951: Deutscher Künstlerbund, 1. Ausstellung, Hochschule für Bildende Künste, Berlin-Charlottenburg. Exponate: WV 128B, 131 (?).[101]
- 1952: Deutscher Künstlerbund, Malerei und Plastik der Gegenwart, 2. Ausstellung, Staatenhaus der Messe, Köln.
- 1952: Freie Gruppe württembergischer Maler und Bildhauer, Staatsgalerie Stuttgart. Exponate: WV 68, 99, 101A, 128C, 142C.[102]
- 1952: Internationale Kunstausstellung, St. Moritz.
- 1952: gruppe sw, 1. Ausstellung, Amerikahaus Stuttgart.
- 1952: Bildende Hände, 1. Kunstausstellung Baden-Württemberg, Höhenpark Killesberg, Stuttgart.
- 1954: Deutscher Künstlerbund, 4. Ausstellung, Haus des deutschen Kunsthandwerks, Frankfurt am Main.
- 1954: Arte Alemán actual. Exposixión de Deutscher Kunstrat e. V., Mexiko-Stadt.
- 1955: Kunstausstellung Baden-Württemberg, Württembergischer Kunstverein, Stuttgart. Exponate: WV 127, 116B, 166B.[103]
- 1957: German Art of the Twentieth Century, The Museum of Modern Art, New York.[104] Exponate: WV 127, 141, 143.
- 1959: deutsche kunst 1959 1, Staatliche Kunsthalle Baden-Baden. Exponate: WV 192.
- 1959: 5. Landeskunstausstellung Tübingen, Künstlerbund Baden-Württemberg. Zeitgenössische Malerei, Plastik, Graphik, Rittersaal Schloß Hohentübingen.
- 1960: Schwäbische Plastik seit 1900 – Grafik und Plastik, Galerie Fähre, Bad Saulgau.[105]
- 1962: Skulptur i Tyskland efter 1950. Skulptur, Studier, Teckningar, Grafik,[106] Stockholm / Göteborg / Malmötvästeräs / Norrköping / Hälsingborg.
- 1972: Sammlung Lütze. Deutsche Kunst des XX. Jahrhunderts, Stuttgarter Galerieverein e. V., Staatsgalerie Stuttgart.
- 1981: Leonberger Bildhauer, Leonberg.
- 1982: Kunst der 50er Jahre in Baden-Württemberg, Prinz-Max Palais, Karlsruhe, / Städtisches Museum im Prediger, Schwäbisch Gmünd / Wessenberghaus Konstanz / Rheinisches Landesmuseum, Bonn / Württembergischer Kunstverein, Stuttgart. Exponate: WV 127.
- 1984: Plastik der 60er und 70er Jahre im Südwesten, Galerie der Stadt Esslingen am Neckar, Villa Merkel.
- 1985: Kunst des 20. Jahrhunderts aus Süddeutschland. Sammlung Lütze II. Plastik aus 100 Jahren, Städtisches Museum Schwäbisch Gmünd.
- 1986: Kunst des 19. und 20. Jahrhunderts in Baden-Württemberg. 25 Jahre Galerie der Stadt Stuttgart im Kunstgebäude, Galerie der Stadt Stuttgart.
- 1987: Stuttgarter Sezession. Ausstellungen 1923–1932/1947, Städtische Galerie Böblingen / Galerie Schlichtenmaier, Grafenau. Exponate: WV 45, 49A (?).[107]
- 1988: Stuttgarter Kunst von 1913 – 1936, Landesvertretung Baden-Württemberg, Bonn / Stuttgarter Bank, Stuttgart.
- 1988: Freie Gruppe Stuttgart, Städtische Galerie Böblingen / Galerie Schlichtenmaier, Böblingen/Grafenau.
- 1989: Aufbruch ’51. Versuch einer Rekonstruktion, Grafik und Zeichnung, Malerei, Skulptur. Deutscher Künstlerbund 1950. Emschertal-Museum, Herne / Märkisches Museum der Stadt Witten / Skulpturenmuseum Glaskasten, Marl.
- 1990: 45 Jahre Malerei, Plastik, Graphik an der Staatlichen Akademie der Bildenden Künste Stuttgart, Galerie Schlichtenmaier, Grafenau.
- 1991: Sammlung Lütze III. Arbeiten auf Papier von Bildhauern und Objektkünstlern des 19. und 20. Jahrhunderts aus Süddeutschland. Malerei – Zeichnung – Collage, Mannheimer Kunstverein / Esslinger Kunstverein / Kunstverein Augsburg.
- 1991: Deutsche Bildhauer 1900–1945 entartet, Nijmeegs Museum Commanderie van Sint-Jan / Frans Halsmuseum, Haarlem / Gerhard Marcks-Haus, Bremen / Westfälisches Landesmuseum, Münster / Wilhelm-Lehmbruck-Museum, Duisburg / Städtische Kunsthalle, Mannheim.[108]
- 1992: Als Baden-Württemberg gegründet wurde ... Die Situation der Kunst vor 40 Jahren, Galerie Schlichtenmaier, Grafenau.
- 1993: Die Sammlung Ralf Deyhle II, Figur und Abstraktion in der deutschen Kunst des 20. Jahrhunderts, Schleswig-Holsteinisches Landesmuseum, Schloß Gottorf, Schleswig / Landesmuseum, Mainz / Staatliche Galerie Moritzburg, Halle / Schloß Cappenberg, Kreis Unna / Städtische Galerie, Stuttgart.
- 1993: Stuttgarter Kunst vor 25 Jahren. Malerei und Plastik. Eine Ausstellung zum 25-jährigen Bestehen des Bankgebäudes der Baden-Württembergischen Bank am Kleinen Schloßplatz in Stuttgart.
- 1993: Südwestdeutsche Kunst zwischen Tradition und Moderne 1914–1945, Staatliche Kunstsammlungen Dresden / Kunststiftung Hohenkarpfen / Städtische Galerie Villingen-Schwenningen.
- 1994: Rückkehr der Moderne, 1945-Überlingen 1995. Die erste Nachkriegsausstellung verfemter deutscher Kunst, Städtische Galerie „Fauler Pelz“, Überlingen / Vonderau Museum, Fulda / Landesvertretung Baden-Württemberg, Bonn / Landtag von Baden-Württemberg, Stuttgart.
- 1997: Figuration und Konstruktion. Wege zweier Generationen, Galerie Schlichtenmaier, Grafenau.
- 1997: Heute, gestern und morgen. Jubiläumsausstellung zum Erscheinen des 150. Kataloges, Galerie Schlichtenmaier, Grafenau.
- 1998: Stunde Null. Deutsche Kunst der späten vierziger Jahre, Staatsgalerie Stuttgart.
- 2000: Kurt Leonhard zum 85. Geburtstag, Galerie Schlichtenmaier, Grafenau.

## Werke in öffentlichen Sammlungen
Soweit bekannt, werden die in den Sammlungen aufbewahrten Werke durch ihre
Werknummer im Werkverzeichnis Teil 1 (WV), z. B. WV 133, angegeben.
- Böblingen, Städtische Galerie: WV 141B.
- Esslingen, Galerie der Stadt Esslingen, Villa Merkel: WV 21C, 102G, 142D, 192.
- Esslingen, Landratsamt: WV 115A.
- Sindelfingen, Galerie der Stadt Sindelfingen, Sammlung Lütze: 134A, 142C oder 156C.[110]
- Stuttgart, Kunstmuseum: WV 78, 128B.
- Stuttgart, Staatliche Akademie der Bildenden Künste: WV 182B.
- Stuttgart, Staatsgalerie: WV 48B, 60, 93, 94B, 102G, 110, 166.[111]
- Ulm, Landratsamt Alb-Donau-Kreis: WV 21B, 130B, 167C, 175C.

## Werkverzeichnis
| → Spaltenlegende und -sortierung |                                                     |
| Legende |                                                     |
| \| WV \| Werkverzeichnisnummer WV im Werkverzeichnis Teil 1. \| \| Jahr \| Entstehungsjahr. \| \| Beschreibung \| Werktitel sind kursiv gesetzt. \|                                         |                                                     |
| Sortierung |                                                     |
| - Eine Spalte sortieren: das Symbol im Spaltenkopf anklicken. - Nach einer weiteren Spalte sortieren: Umschalttaste gedrückt halten und das Symbol anklicken. - Anfangssortierung: nach WV. |                                                     |
| WV | Werkverzeichnisnummer WV im Werkverzeichnis Teil 1. |
| Jahr | Entstehungsjahr.                                    |
| Beschreibung | Werktitel sind kursiv gesetzt.                      |

### Werke im öffentlichen Raum
| WV   | Jahr | Abbildung | Beschreibung | Material                               | Höhe × Breite × Tiefe in cm | Adresse                                               |
| ---- | ---- | --------- | --- | -------------------------------------- | --------------------------- | ----------------------------------------------------- |
| 15   | 1937 |           | Bauplastik an einer Farbenfabrik, zerstört. |                                        |                             | Stuttgart                                             |
| 75   | 1935 |           | Bootsmann, Relief aus modellierten Ziegelsteinen an der Neckarschleuse.                                                                                  | Roter Sandstein                        |                             | Neckargerach-Guttenbach                               |
| 76   | 1935 |           | Portaleinfassung am Eingang des ehemaligen Hahn & Kolb Hauses, Relief, 1944 zerstört.                                                                    | Muschelkalk                            |                             | Stuttgart, Königstraße 14                             |
| 83   | 1937 |           | Drei Reliefs am Gedenkstein zur Fertigstellung der Neckarkanalstrecke Mannheim-Heilbronn, an der Schleuse.                                               | Kalkstein                              | 280 × 120 × 360             | Neckargemünd                                          |
| 87   | 1937 |           | Geldzähler, Wandrelief im.Treppenhaus der Städtischen Girokasse, beim Umbau in den 1960er Jahren zerstört.                                               | Muschelkalk                            |                             | Stuttgart                                             |
| 90   | 1937 |           | Reiterin, Relief an der Eingangstür des ehemaligen Hauses des Architekten Richard Döcker.                                                                | Zement                                 | ca. 95 × 45                 | Stuttgart, Wagenburgstraße 22                         |
| 91   | 1937 |           | Wagenburg, Relief über dem Eingang zum Vorgarten des ehemaligen Hauses des Architekten Richard Döcker.                                                   | Zement                                 | ca. 80 x 80                 | Stuttgart, Wagenburgstraße 22                         |
| 96   | 1939 |           | Ruhendes Paar, Relief im Trauraum des Alten Rathauses.                                                                                                   | Bronze patiniert                       | 78 × 147 × 11               | Leonberg, Marktplatz 9                                |
| 98   | 1940 |           | Rennwagen, Relief an einer Fassade auf dem Gelände des Autozulieferers Mahle.                                                                            | Muschelkalk                            |                             | Stuttgart, Pragstraße 46                              |
| 130  | 1949 |           | Elefantenmal (Lochofant), Zuffenhausen, Silcherschule, Schulhof, ehemals auf der Gartenschau 1950 auf dem Killesberg in Stuttgart.                       | Beton                                  | 360                         | Stuttgart, Schwabbacher Straße 25                     |
| 148  | 1953 |           | Pieta, Relief, Pliensaufriedhof, Gedenkstein für die Vertriebenen aus dem Osten („Kreuz des Ostens“), bezeichnet: „B.“.                                  | Roter Sandstein                        |                             | Esslingen am Neckar, Eichendorffstraße 30/2 (nahebei) |
| 165  | 1954 |           | Segelboote und Vögel, Wandrelief an Bau 2 der Sommerrainschule.                                                                                          | Beton                                  |                             | Stuttgart, Edelweißweg 11                             |
| 170  | 1955 |           | Relief über dem Eingang der Lammerbergschule. | Eichenbohlen                           | 300 × 800                   | Tailfingen                                            |
| 188  | 1958 |           | Krankenpflege, Relief am Verbindungsgang zwischen Haus A und I des Katharinenhospitals.                                                                  | Muschelkalk                            | 500 × 1750                  | Stuttgart, Jägerstraße 58                             |
| 190  | 1957 |           | Schlachttiere, Rinder, Kühe und Kälber, Relief, Untere Klingenbachanlage, ehemals in Stuttgart-Wangen am Kühlhaus des Schlachthofs, bezeichnet: „B. 57“. | Beton                                  | 250 × 820 × 30              | Stuttgart, Talstraße 73 (gegenüber)                   |
| 196  | 1958 |           | Das große Spiel, liegendes Relief als Sitzplastik, vor dem Hörsaalgebäude der Zahn- und Kieferklinik der Universitat Freiburg im Breisgau.               | Muschelkalk                            |                             | Freiburg im Breisgau                                  |
| 197  | 1956 |           | Mutter Erde, Steinskulptur am Weg vor dem Haupttor des Deutschen Wetterdienstes.                                                                         | Muschelkalk                            | 80 × 150                    | Offenbach am Main, Frankfurter Straße 135             |
| 200  | 1960 |           | Mahnmal für die gefallenen Schüler, doppelseitiges Mauerrelief, Stuttgart-Berg, Johann-Friedrich-von-Cotta-Schule, Schulhof, bezeichnet: „Baum“.         | Muschelkalk                            | 240 × 1000 × 60             | Stuttgart, Sickstraße 165                             |
| 202B | 1951 |           | Große Urmutter oder Mütterlichkeit, Plastik, im Rotebühlbau (ehemalige Oberfinanzdirektion), Mittelbau, Haupttreppenhaus, 6. Obergeschoss.               | Bronze poliert, schwarzbraun patiniert | 100 × 86 × 80               | Stuttgart, Rotebühlplatz 30                           |
| 203  | 1961 |           | Anordnung der Fossilien auf der Posidonienschieferwand im Foyer des Landtags von Baden-Württemberg.                                                      |                                        |                             | Stuttgart, Konrad-Adenauer-Straße 3                   |
| 204  | 1961 |           | Badender Hirsch (?), Plastische Betonwand auf der Terrasse des früheren Hotels Quellenhof, heute Neurologisches Rehazentrum Quellenhof.                  | Beton                                  | 215 × 700 × 30              | Bad Wildbad                                           |
| 205  | 1961 |           | Brunnenausgabe, Bauplastik in der Brunnenhalle. | Beton                                  |                             | Bad Wildbad                                           |
| 210  | 1962 |           | Badender Hirsch (?), Bauplastik. | Beton                                  |                             | Bad Wildbad                                           |
| 211  | 1963 |           | Elefantengruppe (drei Elefanten), Plastik im Schulhof der Schönbuchschule in Dürrlewang.                                                                 | Beton                                  |                             | Stuttgart, Dürrlewangstraße 20                        |
| 213  | 1963 |           | Schiffahrtssymbol (Bug), Neckarstaustufe in Deizisau am Vorkopf der Mole.                                                                                | Beton                                  | ca. 750                     | Deizisau                                              |
| 215  | 1964 |           | Tor, Plastik vor der Mensa der Pädagogischen Hochschule (Bau 10).                                                                                        | Muschelkalk                            | 450 × 285 × 55              | Ludwigsburg, Reuteallee 46                            |

### Plastik
| WV          | Jahr      | Abbildung | Beschreibung                                                    | Material                                  | Höhe × Breite × Tiefe in cm                           |
| ----------- | --------- | --------- | --------------------------------------------------------------- | ----------------------------------------- | ----------------------------------------------------- |
| 26 B        | 1928      |           | Elefant, Plastik.                                               | Bronze                                    | ca. 30                                                |
| 49 B        | 1930      |           | "Stehendes Mädchen (zerstört), Plastik.                         | Bronze                                    | Höhe: ca. 65                                          |
| 50          | 1930      |           | "Vor Anker, Relief.                                             | Ahorn mit Seil                            | 104,5 × 144 × 9,5                                     |
| 51 B        | 1930      |           | Kämmende, Plastik.                                              | Bronze hochglanzpoliert auf Diabassockel  | 34–35 × 16,5–17 × 22–23, Sockel: 5 × 14,5 × 14        |
| 53          | 1930      |           | Porträt Dr. Manfred Breuninger, Plastik.                        | Bronze dunkelbraun patiniert              | 50 × 21 × 21,5                                        |
| 59          | 1930/1932 |           | Mutter und Kind (zerstört), Entwurf für ein Holzrelief.         | Ton                                       | ca. 200 × 120                                         |
| 61          | 1932      |           | Elefant, Privatbesitz Stuttgart.                                | Gips getönt                               | 30,5 × 15,5 × 23                                      |
| 62          | 1932      |           | Panther, Relief.                                                | Makassar-Ebenholz                         | 61 × 130 × 11                                         |
| 68          | 1933/1934 |           | Katze, Skulptur.                                                | Makassar-Ebenholz                         | 65                                                    |
| 70          | 1934      |           | Der Einsame, Privatbesitz Stuttgart.                            | afrikanisches Holz                        | 109,5 (mit Sockel) × 25,5 × 23                        |
| 71          | 1934      |           | Boot, Relief.                                                   | Bronze dunkelbraun patiniert              | 82,5 × 57,5 × 7,5                                     |
| 92 A        | 1938/1939 |           | Mädchen am Strand, Plastik.                                     | Gips                                      | 91 × 22 × 22                                          |
| 94 D        | 1939      |           | Kauernde I, Plastik.                                            | Bronze dunkelbraun patiniert              | 42,3 (43) × 23 × 22 (20)                              |
| 99 A        | 1940      |           | Urmutter, Skulptur.                                             | Muschelkalk                               | 60 × 46 × 44                                          |
| 100 E       | 1940      |           | Die Frucht, Plastik.                                            | Bronze hochglanzpoliert                   | 16 × 30 × 20                                          |
| 102 H       | 1941      |           | Taube, Plastik.                                                 | Messing hochglanzpoliert                  | 9,5 × 13 × 23,5                                       |
| 103         | 1942.     |           | Vogel, Skulptur.                                                | Paduk-Holz auf Diabassockel               | 85 × 7,5 × 7,5, Sockel, Höhe × Durchmesser: 21,5 × 11 |
| 109         | 1930/1935 |           | Mädchen, Relief.                                                | Linde                                     | 110 × 38 × 18                                         |
| 109         | 1930/1935 |           | Liegende, Relief.                                               | Linde                                     | 110 × 38 × 18                                         |
| 116 B       | 1944/1945 |           | Porträt Katharina Dobbs, Plastik.                               | Bronze dunkel patiniert                   | 41 (mit Sockel 60) × 27 × 18                          |
| 126         | 1948      |           | Wandlung, Plastik.                                              | Gips                                      | 91 × 30 × 30                                          |
| 142 C       | 1951      |           | Stier, Plastik.                                                 | Bronze dunkel bis teils schwarz patiniert | 18–19,5 × 18 × 30–31                                  |
| ähnlich 150 | 1953/1958 |           | Chantal, Plastik.                                               | Bronzeguss auf Bronzeplatte               | 15 × 49 × 15                                          |
| 157         | 1953      |           | Schiffsbug I, 1. Entwurf für eine Brückenplastik in Esslingen.. | Muschelkalk                               |                                                       |
| 201         | 1960      |           | Stufen (oder Kerben), Skulptur.                                 | Guajakholz auf Diabassockel               | 106/120 × 15,5/22 × 26                                |

## Mitgliedschaften
- 1951–1956: Deutscher Künstlerbund.[123]
- ab etwa 1952: Freie Gruppe schwäbischer Maler und Bildhauer.[124]

### Basisliteratur
- Leben und Werk: #Wiehager 2000, #Gundel 1995, #Leonhard 1994, #Spiller 1993, #Schlichtenmaier 1990, #Mück 1988, Seite 37, #Zeller 1964, #Vollmer 1953.
- Werk: #Wiehager 2000, #Reuße 1998, #Gundel 1995, #Leonhard 1994, #Schlichtenmaier 1990, #Roh 1950, #Roh 1948, #Leonhard 1948.
- Werkverzeichnisse: #WV, #Roh 1950.
- Literaturverzeichnisse: #Wiehager 2000, #Reuße 1998, #Gundel 1995, #Leonhard 1994, #Spiller 1993, #Schlichtenmaier 1990, #Vollmer 1953.

### Selbstzeugnisse
- Notizen aus dem Nachlass, [1940er Jahre]. Abdruck: #Leonhard 1994, Seite 15, und: #Wiehager 2000, Seite 79.
- Wer Rechte will hat Pflichten – wie ich – so der Staat, Typoskript aus dem Nachlass, um 1945/46. Abdruck: #Wiehager 2000, Seite 78.
- Brief Otto Baums an die Stuttgarter Zeitung. Abdruck: #Baum 1946.
- Chronologisches Werkverzeichnis 1927–1949. Abdruck: #Baum 1950.
- Eigenhändige Widmung. Abdruck: #Roh 1957, ohne Seitenzahl.
- Verschiedene Zitate. Abdruck: #Kinkel 1960.1.
- Verschiedene Zitate. Abdruck: #Kalliga 1975.
- Brief an Freerk Valentien vom 26. Februar 1975, Galerie Valentien.

### Nachschlagewerke
- Heinz R. Fuchs: Plastik der Gegenwart, Baden-Baden 1970, Seite 237.[125]
- James Mackay: The dictionary of western sculptors in bronze, Woodbridge 1977, Seite 37.
- Robert Maillard (Herausgeber): New dictionary of modern sculpture, New York 1971, Seite 28–29.[126]
- Gert K. Nagel: Schwäbisches Künstlerlexikon. Vom Barock bis zur Gegenwart, München 1986, Seite 20.
- Henry Schaefer-Simmern: Sculpture in Europe today, Berkeley/Los Angeles 1955, Seite 19, Tafel 58–60 (WV 53, 133, 142).
- Michel Seuphor: Die Plastik unseres Jahrhunderts. Wörterbuch der modernen Plastik, Neuchatel 1959, Seite 235.[127]
- Monika Spiller: Baum, Otto. In: Allgemeines Künstlerlexikon. Die Bildenden Künstler aller Zeiten und Völker (AKL). Band 7, Saur, München u. a. 1993, ISBN 3-598-22747-7, S. 576.
- Baum, Otto. In: Hans Vollmer (Hrsg.): Allgemeines Lexikon der bildenden Künstler des XX. Jahrhunderts. Band 1: A–D. E. A. Seemann, Leipzig 1953, S. 134 (Textarchiv – Internet Archive – Leseprobe).
- Alfred Paul Zeller (Übersetzung); Giovanni Caradente (Mitarbeit): Lexikon der modernen Plastik, München 1964, Seite 29–30.[128]

### Leben und Werk
- "Die Staatliche Akademie der Bildenden Künste Stuttgart 1946–1953", Stuttgart 1953, Seite 44–45.
- Otto Baum: Otto Baum [Brief an die Stuttgarter Zeitung]. In: Die Akademie der Bildenden Künste. In: Stuttgarter Zeitung vom 21. September 1946, Sonntagsbeilage Die Brücke zur Welt (WV 116).
- Walter Brudi [Hrsg.]: Staatliche Akademie der bildenden Künste, Stuttgart. Zum 200jährigen Bestehen der Akademie 1761/1961. Die Lehrer 1946-1961, Stuttgart 1961, Seite 66–69.
- Marc Fredric Gundel: Akademie-Schülerschaft und Lehre nach 1945. Zur Bedeutung und Problematik am Beispiel von Otto Baum und Herbert Baumann als Kunsthochschullehrer, Dissertation Universität Heidelberg, Heidelberg 1995.
- Marc Fredric Gundel: Künstlerische Erziehungsarbeit während und nach dem Zweiten Weltkrieg. Zu Otto Baum (1900 - 1977) als Privatlehrer von Gudrun Krüger und Kunsthochschullehrer. In: Peter Anselm Riedl; Marc Gundel: Gudrun Krüger – Beginn – Gegenwart, Eningen unter Achalm 1997, Seite 5–11.
- Martin Kalliga: Das Sein, das ehrliche, ganze Sein. Zum 75. Geburtstag von Bildhauer Professor Otto Baum. In: Esslinger Zeitung vom 20. Januar 1975, Seite 7.
- kd: Der schwäbische Brancusi. Zum Tode des Bildhauers Professor Otto Baum. In: Stuttgarter Nachrichten vom 9. Februar 1977.
- Wolfgang Kermer: Gestorben [Zum Tod von Professor Otto Baum am 22. Januar 1977]. In: Akademie-Mitteilungen, Staatliche Akademie der Bildenden Künste Stuttgart 8.1978, Seite 91.
- Hans Kinkel: Begegnung mit Otto Baum. Zum sechzigsten Geburtstag des Stuttgarter Bildhauers. In: Stuttgarter Zeitung vom 21. Januar 1960, Seite 8. Gekürzter Abdruck: #Kinkel 1960.2.
- Hans Kinkel: Begegnung mit Otto Baum. In: Weltkunst 30.1960, Nr. 4 vom 15. Februar, Seite 11. Gekürzter Abdruck von #Kinkel 1960.1.
- Dieter Kölmel: Gedenksendung Otto Baum. Unaktuell und geschmacklos. In: Stuttgarter Nachrichten vom 14. April 1977.
- Das Kunstwerk 5.1951, Heft 2, Seite 9, 39.
- Bärbel Küster (Herausgeberin); Wolfram Janzer (Fotos): Skulpturen des 20. Jahrhunderts in Stuttgart, Heidelberg 2006, Seite 14–15, 26, 32, 75, 93, 103, 139. Enthält: #Schick 2006.
- M. K.: Wurzeln im Urhaften. Zum Tod des Bildhauers Professor Otto Baum. In: Cannstatter Zeitung vom 4. Februar 1977.
- R. Tsch.: Professor Otto Baum. Porträt. In: Eßlinger Anzeiger vom 28. August 1954 (WV 157).
- Ulrich Rothermel: Das große Spiel. Zum Tod des Bildhauers Otto Baum. In: Stuttgarter Zeitung vom 10. Februar 1977.
- A. Sansoni: Bildhauer, Akademieprofessor Otto Baum, Stuttgart, 65 Jahre!. In: Der Naturstein 20.1965, Heft 3 vom 10. März, Seite 78–82.
- Karin Schick: Otto Baum. Große Urmutter 1961. In: #Küster 2006, Seite 57–60.
- Paul Swiridoff: Porträts aus dem geistigen Deutschland, Pfullingen 1965, Seite 36–37.
- Eva Zippel: Erinnerungen. Otto Baum. In: Eva Zippel; Angelika Fellmer (Redaktion); Carola M. Hoehne (Redaktion): Geschriebenes. Nachtgedanken, Erzählungen, Literarische Skizzen, Stuttgart 2011, Seite 77.

### Werk
- Fritz R. Barran: Kunst am Bau, heute. Wandbild, Relief und Plastik in der Baukunst der Gegenwart. Einführung von Walter Müller, Stuttgart 1964, Seite 118, 142, 161.
- Julius Baum: Das 20. Jahrhundert. In: Julius Baum; Werner Fleischhauer; Stina Kobell: Die schwäbische Kunst im 19. und 20. Jahrhundert, Stuttgart 1952, Seite 161–219, Otto Baum: Seite 218.
- Willi Baumeister: Das Unbekannte in der Kunst, Stuttgart 1947, Seite 184, Abbildung 146 (WV 100).[129]
- Jürgen Brand: Eine Kuhherde in der Klingenbachanlage. Das Kunstwerk von Otto Baum hat einst den Schlachthof geschmückt, jetzt ist es Teil des neuen Parkteils. In: Stuttgarter Nachrichten vom 25. April 2012, Seite V.
- Uwe Degreif: Skulpturen und Skandale. Kunstkonflikte in Baden-Württemberg, Tübingen 1997, Seite 45–52, 181–184, 202–207, 228, 242, 252.
- Kurt Friedrich Ertel: Moderne deutsche Plastik, Bayreuth [1966], Tafel 25 (WV 139B).
- Angelika Fellmer (Redaktion); Kurt Leonhard (Text); Eva Zippel (Illustration): Skulpturen und Zeichnungen aus den Jahren 1947–1989, [Stuttgart] 1990.
- Trude Fischer-Borst (Herausgeberin): Die Sammlung Hugo Borst in Stuttgart. Dokumentation und Chronik. Bilder und Plastiken aus Deutschland, Frankreich und der Schweiz von 1900 – 1933, Stuttgart 1970, Seite 24, 26–27 (WV 48B, 60, 81).
- Ulrich Gertz: Plastik der Gegenwart, Band [1], Berlin 1955, Seite 250, 253, 255.[130]
- Ulrich Gohl: Ein Kunstwerk, das kaum jemand zur Kenntnis nimmt. Diese Betonskulptur übersieht garantiert jeder, der sie nicht kennt – völlig zu Unrecht. In: Stuttgarter Nachrichten vom 16. Mai 2012, Seite IV.
- Dieter Hannemann (Redaktion); Gerlinde Beck (Bildauswahl): Kunst in der Architektur – Land Baden-Württemberg. 25 Jahre künstlerisches Schaffen im staatlichen Hochbau in Baden-Württemberg, Stuttgart 1979, Seite 20, 123, 181–182 (WV 215).
- Dieter Hannemann: Kunst in der Architektur. Landeshauptstadt Stuttgart. Eine Dokumentation aller durch die Landeshauptstadt Stuttgart in Auftrag gegebenen Kunstwerke im Bereich der Architektur 1949 bis 1979, Stuttgart 1979, Seite 14–15.
- Joachim Heusinger von Waldegg: Plastik. In: Erich Steingräber (Herausgeber): Deutsche Kunst der 20er und 30er Jahre, München 1979, Seite 236–303, Otto Baum: 288–290.
- Hans Hildebrandt: Die heutige Lage der Kunst in Deutschland. In: Das Werk. Schweizerische Monatsschrift für bildende und angewandte Kunst 36.1949, Heft 7, Juli, Seite 230–235, Otto Baum: Seite 230 (WV 62), 235 doi:10.5169/seals-28349.
- Hans Hildebrandt: Deutsche Plastik der Gegenwart. In: Das Werk. Schweizerische Monatsschrift für bildende und angewandte Kunst 39.1952, Seite 265–272, Otto Baum: Seite 269 (WV 93), 270 doi:10.5169/seals-30271.
- Werner Hofmann: Die Plastik des 20. Jahrhunderts, Frankfurt am Main 1958, Seite 155.
- Eugen Keuerleber: Galerie der Stadt Stuttgart (= Museum 1984, August), Braunschweig 1984, Seite 120 (WV 128B), 124.
- Das Kunstwerk 1.1946/47, Heft 8/9, Seite [57] (wie WV 114/115, mit der falschen Bildunterschrift Voll statt Baum und dem richtigen Werknamen unter Voll, Christoph auf Seite 60, Richtigstellung in Heft 12, Seite 58).
- Das Kunstwerk 4.1950, Heft 8/9, Seite [88].
- Kurt Leonhard: Die heilige Fläche. Gespräche über moderne Kunst, Stuttgart 1947, Seite 29–30 (WV 68), Seite 30–31 (WV 99), nach Seite 32 (WV 68, 99).
- Kurt Leonhard: Der Bildhauer Otto Baum. In: Das Kunstwerk 2.1948, Heft 10, Seite 36–39. Nachdruck: #Leonhard 1994, Seite 7–10.
- Kurt Leonhard: Was ist Kunst? Eine Grundfrage und 39 Bei-spiele, Stuttgart 1981, Nr. 12 (WV 207).
- Otto Pannewitz (Katalog): Galerie der Stadt Sindelfingen, Lütze-Museum. Süddeutsche Kunst des ausgehenden 19. und 20. Jahrhunderts, Sindelfingen 1990, Seite 32, 188 (WV 134B), 215.
- Künstlerische Gestaltung der Bauwerke am Neckar. In: Die Rheinschiffahrt. Fachzeitschrift für die Binnenschiffahrt und das Fährwesen Nr. 4 vom 25. Februar 1963, Seite [49] (WV 72, 84).
- Juliane Roh: Otto Baum und die moderne Plastik. In: Kunst. Malerei, Plastik, Graphik, Architektur, Wohnkultur. Herausgeber Franz Roh 1.1948, Seite 92–96.
- Franz Roh: Otto Baum, Tübingen 1950. Enthält #Baum 1950.
- Juliane Roh: Deutsche Bildhauer der Gegenwart, München 1957, Seite 15, Abbildung 18–19.
- Franz Roh: Deutsche Plastik von 1900 bis heute, München 1963, Seite 49, 56, 59, 63–65.
- Uwe Rüth: Die Skulptur in der Kunst um 1950. In: Robert Lemke (Karalog): Aufbruch '51 : Versuch einer Rekonstruktion. Grafik & Zeichnung, Malerei, Skulptur. [Deutscher Künstlerbund, Erste Ausstellung 1. Aug. – 1. Okt. 1951 in den Räumen der Hochschule der Bildenden Künste, Hardenbergstr. 33], Herne [1989], Seite 15–19, Otto Baum: Seite 13, 17–18, Fußnote 20 auf Seite 19 (WV 132).
- Alois Schardt: Was ist deutsche Kunst?. In: Kunst- und Antiquitäten-Rundschau 41.1933, Seite 282–286, Otto Baum: Seite 285–286.
- Erich Schlenker: Schwäbische Plastik der Gegenwart. Ihre Grundhaltung und ihre besonderen Äußerungen. In: Schwaben. Monatshefte für Volkstum und Kultur 12.1940, Dezember, Seite 593–615, Otto Baum: Seite 608/611, 609 (WV 87).
- Hohlspiegel. In zwei Lager gespalten. [Zum Esslinger Kunststreit]. In: Der Spiegel Nr. 7 vom 10. Februar 1954, Seite 2 (WV 157).
- Ulrike Spranger-Hauschild: Die Kunst der frühen Jahre, Freiburg 1945 – 60. Städtische Museen Freiburg, Museum für Neue Kunst, 5. September bis 18. Oktober 1992, Freiburg 1992, Seite 145, 146 (WV 194, 196).
- Hermann Stroebel (Text und Bild); Helmut Ley (Bearbeiter): Bauherr Stadt Stuttgart, Band 2: Ein Leistungsbericht der Stadt Stuttgart und des schwäbischen Baugewerbes, Stuttgart 1956, Seite 44 (WV 165).
- Hermann Stroebel (Text und Bild); Helmut Ley (Bearbeiter): Bauherr Stadt Stuttgart, Band 3: Ein Leistungsbericht der Stadt Stuttgart und des schwäbischen Baugewerbes, Stuttgart 1963, Seite 133 (WV 200).
- Cornelius Fritz Valentien: Stuttgarter Ausstellungen. In: Weltkunst 4.1930, Nr. 42 vom 19. Oktober, Seite 3, 9, Otto Baum: Seite 9.[131]
- Paul Westheim: Die „Kunstblatt“-Ausstellung Junger Künstler im Reckendorfhaus, Berlin. Vom 22. November bis 21. Dezember 1930. In: Das Kunstblatt 14.1930, Seite 358–371, Otto Baum: 361–362, Abbildungen dazu: 353 (wie WV 26), Beilage (WV 49).
- Paul Westheim: Die „Kunstblatt“-Ausstellung junger Künstler im Reckendorfhaus, Berlin. [Dezember 1929]. In: Das Kunstblatt 14.1930, Seite 1–16, Otto Baum: Seite 15.
- Fritz Wiedermann: Plastische Kunstwerke für die Neckarstaustufen. In: Der Holz- und Steinbildhauer 1956, Heft 1, Seite 1–6, Otto Baum: Bild 1–3.
- Günther Wirth: Stuttgarts Beitrag zur Kunst der Gegenwart. Die Bildhauerei. In: Helmut Heißenbüttel (Herausgeber); Peter Beye (Beiträge): Stuttgarter Kunst im 20. Jahrhundert. Malerei, Plastik, Architektur, Stuttgart 1979, Seite 122–135, Otto Baum: Seite 123, 124, 125, 157.
- Günther Wirth: Kunst im deutschen Südwesten. Von 1945 bis zur Gegenwart, Stuttgart 1982, Seite 9, 232, 237, 241, 248, 259, 262, 264, 270, 274, 294.
- Claus Zoege von Manteuffel (Herausgeber, Beiträge); Axel Burkarth (Beiträge); Ursula Zeller (Beiträge): Kunst und Künstler in Württemberg, Stuttgart 1996, Seite 134–135, 141, 147, 193–195, 197, 204.

### „Entartete Kunst“
- Christine Ackermann: Künstlerschicksale im Dritten Reich in Württemberg und Baden, Stuttgart [1987], Seite 22, 68–69.
- Stephanie Barron; Peter Guenther (Beiträge): „Entartete Kunst“. Das Schicksal der Avantgarde im Nazi-Deutschland, München 1992, WV 49: Seite 22, 56–57, 200 (Nr. 16241).
- Werner Haftmann: Verfemte Kunst. Bildende Künstler der inneren und äußeren Emigration in der Zeit des Nationalsozialismus, Köln 1986, Seite 261–262, 390.[132]
- Karin von Maur: Bildersturm in der Staatsgalerie Stuttgart. In: Bildzyklen. Zeugnisse verfemter Kunst in Deutschland 1933 – 1945. Staatsgalerie Stuttgart, Graphische Sammlung, 28. Juni – 16. August 1987, Stuttgart 1987, Seite D 7, D 35 (#Wiehager 2000, Seite 194, Nr. 1: Frauenporträt).
- Peter-Klaus Schuster: Nationalsozialismus und „Entartete Kunst“. Die „Kunststadt“ München 1937; [anlässlich der Ausstellung „Entartete Kunst: Dokumentation zum Nationalsozialistischen Bildersturm am Bestand der Staatsgalerie Moderner Kunst in München“, in der Staatsgalerie Moderner Kunst, München (27.11.1987 - 31.1.1988)], München 1988, Seite 138, 139 (WV 49).
- Christian Tümpel (Herausgeber): Deutsche Bildhauer 1900-1945, entartet, Königstein im Taunus 1992, Seite 12, 24 (wegen Fußnote 80), 25, 192, 202–203, Katalognummer 86.
- Matthias Wemhoff (Herausgeber): Der Berliner Skulpturenfund : „Entartete Kunst“ im Bombenschutt; Entdeckung – Deutung – Perspektive; Begleitband zur Ausstellung mit den Beiträgen des Berliner Symposiums 15. – 16. März 2012. Regensburg 2012, besonders Seite 202–213, 253.
- Günther Wirth: Verbotene Kunst 1933 – 1945. Verfolgte Künstler im deutschen Südwesten, Stuttgart 1987, Seite 172, 175, 259, 289.
- Christoph Zuschlag: Entartete Kunst – Ausstellungsstrategien im Nazi-Deutschland, Worms 1995, Seite 251–252, Abb. 35 und 79 (WV 49).

### Kataloge
- Kunstausstellung Baden-Württemberg 1955. Württembergischer Kunstverein Stuttgart. Vom 3. Juli bis 28. August 1955, Stuttgart 1955, Nr. 10–12 (WV 127, 116B, 166B).
- Siehe auch: #Barron 1992.
- Otto Baum: Mein Weg 1927–1949. [Chronologisches Werkverzeichnis]. In: #Roh 1950, Anhang.
- Peter Beye (Bearbeiter); Kurt Löcher (Bearbeiter): Katalog der Staatsgalerie Stuttgart, Neue Meister, Stuttgart 1968, Seite 204–205.
- Wilhelm Boeck; Kurt Leonhard; Karl Jaspar: Moderne Deutsche Kunst. Mit Texten von Wilhelm Boeck und Kurt Leonhard. Verzeichnis der Künstler und Kunstwerke von Karl Kaspar unter Anleitung von Wilhelm Boeck bearbeitet, Tübingen 1947, Seite 38.
- Toni Feldenkirchen (Bearbeiter): Deutsche Malerei und Plastik der Gegenwart, Köln 1949, 14. Mai – 3. Juli. Veranstaltet von der Stadt Köln im Staatenhaus der Messe, Köln 1949, Katalog Nr. 379–383, Tafel Kat.-Nr. 381.
- Alfred Hentzen: Sculpture. In: Werner Haftmann; Alfred Hentzen; William S. Lieberman, Andrew Carnduff Ritchie (Herausgeber): German art of the twentieth century. The Museum of Modern Art, New York, New York 1957, Seite 141–183, Otto Baum: Seite 178, 219.
- Eugen Keuerleber: Kunst des 19. und 20. Jahrhunderts in Baden-Württemberg. 25 Jahre Galerie der Stadt Stuttgart im Kunstgebäude. Erwerbungen seit 1961. Galerie d. Stadt Stuttgart 6. Februar – 9. März 1986, Stuttgart 1986, Seite 69.
- Deutscher Künstlerbund 1950. Erste Ausstellung Berlin 1951, Hochschule für Bildende Künste, Berlin-Charlottenburg, Hardenbergstr. 33, Berlin, 1951 (WV 128B, 131 (?)).
- Irene Lehr; Niklas Becker; Henriette Retzlaff; Jennifer Richter: Galerie Valentien, Stuttgart, Auktion 32, 18. September 2010, Stuttgart 2010, Seite 23 (WV 102A Nr. 1).
- Kurt Leonhard; Harry Schlichtenmaier: Otto Baum – Plastiken. 12. Juni – 13. August 1994 Galerie Schlichtenmaier, Schloß Dätzingen, Grafenau 1994.
- Karin von Maur; Gudrun Inboden: Malerei und Plastik des 20. Jahrhunderts, Stuttgart 1982. Enthält nichts über Otto Baum.
- Siehe auch: #Maur 1987.
- Gabriele Merkes (Herausgeberin): Die Sammlung der Staatlichen Akademie der Bildenden Künste Stuttgart. Katalog der Staatlichen Akademie der Bildenden Künste Stuttgart. [Erscheint anläßlich der Ausstellung „Die Sammlung der Staatlichen Akademie der Bildenden Künste Stuttgart“, 24. Oktober – 11. November 2000 in der Staatlichen Akademie der Bildenden Künste Stuttgart], Stuttgart 2000, Seite 34–35 (WV 182B), 117.
- Hans-Dieter Mück (Redaktion); Harry Schlichtenmaier (Redaktion): Stuttgarter Sezession. Ausstellungen 1923–1932, 1947, Böblingen 1987, Seite 23, 30, 96, 98, 110–111, 205 (WV 49A).
- Hans-Dieter Mück: Freie Gruppe Stuttgart. Ausstellungen 1952 und 1963, Böblingen 1988, Seite 9, 13, 18, 20, 27, 37, Tafeln 2–5 (WV 68, 99, 101A, 126, 127).[133]
- Hans-Dieter Mück; Magnus Gellert (Beiträge): Magie der Realität, Magie der Form, 1925 - 1950 – Eine Hommage für Franz Roh, 1890 – 1965. Ein Katalogbuch zur Ausstellung im Kunsthaus Apolda Avantgarde, 16. Januar 12. März 2000, [Stuttgart] 2000, Seite 154–155 (WV 100F, 142C, 51D).
- Bernd Rau (Bearbeiter): Sammlung Lütze. Deutsche Kunst des XX. Jahrhunderts. Ausstellung 10. Juni bis 30. Juli 1972. Stuttgarter Galerieverein e. V., Staatsgalerie Stuttgart, Stuttgart 1972, Seite 18.
- Felix Reuße (Katalogredaktion): Der Bildhauer Otto Baum, verfemt und vergessen. Galerieverein Leonberg 20.9. – 15.11.1998, Leonberg 1998.
- Bert Schlichtenmaier; Harry Schlichtenmaier; Kuno Schlichtenmaier: Stuttgarter Neue Sezession 1929 – 1933. Eine Ausstellung des Kulturamtes der Stadt Böblingen und der Galerie Schlichtenmaier, Grafenau, Schloss Dätzingen. Rekonstruktionsversuch der Gründungsausstellung 1929 im Württembergischen Kunstverein Stuttgart, Böblingen 1986, Seite 50.
- Harry Schlichtenmaier; Gerhard Hesler: Otto Baum 1900 – 1977. Gedächtnisausstellung zum 90. Geburtstag. 4. März – 31. März 1990, Galerie Schlichtenmaier, Schloß Dätzingen, Grafenau 1990.
- Siehe auch: #Schuster 1988.
- Corinna Steimel: Lust auf Formen. Adolf Hölzel, Willi Baumeister, Otto Baum. Stuttgart, Kleiner Schlossplatz, Galerie Schlichtenmaier. [Ausstellungsdauer: 15. September 2011 bis 26. November 2011], Stuttgart 2011.
- Siehe auch: #Tümpel 1992.
- Renate Wiehager (Herausgeberin); Harry Schlichtenmaier (Werkverzeichnis): Otto Baum. Retrospektive zum 100. Geburtstag. Herausgegeben von Renate Wiehager. Mit einem Werkverzeichnis von Harry Schlichtenmaier. Villa Merkel Esslingen, 25. Juni – 30. Juli 2000, Esslingen 2000.
- Harry Schlichtenmaier: [Otto Baum], Werkverzeichnis Teil 1. In: #Wiehager 2000, Seite 109–193.
- Harry Schlichtenmaier: [Otto Baum], Werkverzeichnis Teil 2. In: #Wiehager 2000, Seite 194.

### Filmdokumentation
- Der Bildhauer Otto Baum, Dokumentarfilm des Süddeutschen Rundfunks, Kamera: Dieter Mährlen, Manuskript: Bernhard Dörries, Regie: Rainer Wolffhardt, Dauer: ca. 26 Minuten, Erstsendung: 1960, Wiederholung: 12. April 1977.[134]
- Dieter Kölmel: Gedenksendung Otto Baum. Unaktuell und geschmacklos. In: Stuttgarter Nachrichten vom 14. April 1977.